# Storia delle cupole persiane
Le cupole persiane hanno un'origine antica e una storia che si estende fino all'epoca moderna.

## Panoramica
Le cupole persiane di diverse epoche storiche si distinguono per i loro livelli di transizione: pennacchi o staffe che segnano il passaggio dalle strutture di supporto alla base circolare di una cupola. I tamburi, dopo l'era del khanato, tendono ad essere molto simili e hanno un'altezza media di 30 a 35 metri da terra. Essi si trovano laddove vengono aperte finestre. I gusci interni sono comunemente semicircolari, semiellittici, appuntiti, o a forma di piattino. Il guscio esterno di una cupola persiana si riduce di spessore ogni 25 o 30 gradi dalla base. I gusci esterni possono essere semicircolari, semiellittici, appuntiti, conici, a bulbo, e questa forma esterna è utilizzata per categorizzarli. Le cupole a punta possono essere a sua volta classificate come aventi basso, medio o un profilo tagliente e a bulbo. Le cupole doppie utilizzano rinforzi interni con montanti in legno tra i gusci, ad eccezione di quelli con gusci esterni conici.

## Periodo pre-islamico

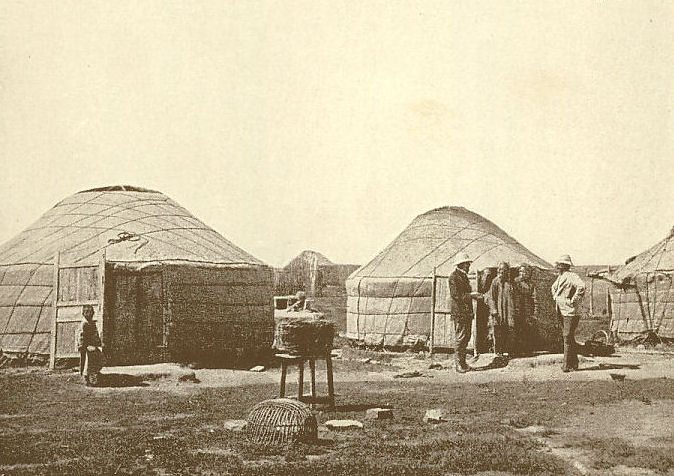
Iurte mongole della fine del XIX secolo

L'architettura persiana probabilmente ha ereditato una tradizione architettonica della costruzione della cupola risalente alle prime cupole mesopotamiche. A causa della scarsità di legno in molte zone dell'altopiano iranico, le cupole erano una parte importante dell'architettura vernacolare nel corso della storia persiana.

### Impero Achemenide
Anche se avevano palazzi di mattoni e pietra, i re della Persia achemenide incontravano il pubblico e tenevano feste in tende a cupola derivate dalle tradizioni nomadi dell'Asia centrale. Erano probabilmente simili alle tende successive dei Khan mongoli. Chiamate "cieli", queste tende hanno sottolineato il significato cosmico del sovrano divino. Essi sono state adottate da Alessandro Magno dopo la sua conquista dell'impero, e il baldacchino a cupola dei romani e bizantini presumibilmente fu ispirato da questa associazione.

### Impero partico

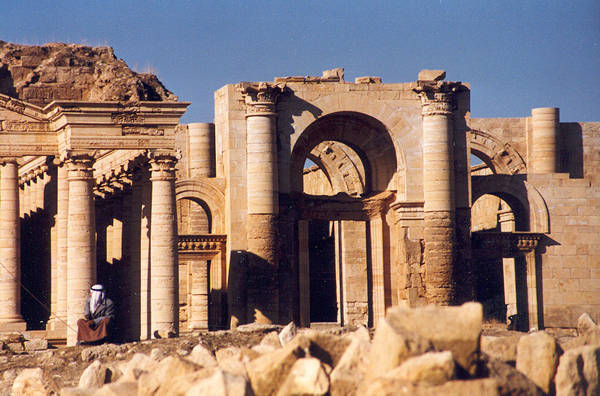
Le volte del tempio di Hatra

I resti di una grande sala circolare a cupola di 17 metri di diametro nella capitale partica di Nisa è stata datata forse al primo secolo dopo Cristo. Essa "mostra l'esistenza di una tradizione a cupola monumentale in Asia centrale, che fino ad allora era stata sconosciuta e che sembra aver preceduto i monumenti imperiali romani o almeno essere cresciuti in modo indipendente da loro." È probabile che aveva una cupola di legno.
Il Tempio del Sole a Hatra sembra indicare un passaggio da sale a colonne con copertura trabeata alla costruzione a volta e cupola nel primo secolo d.C., almeno in Mesopotamia. La sala a cupola del santuario del tempio è stata preceduta da un Iwan a volta di barile, una combinazione che sarebbe stata utilizzata successivamente dai persiani Sasanidi.
Un esempio di una sala partica del palazzo a cupola del 100 d.C. circa si trova nella città di Babilonia nella Vita di Apollonio di Tiana di Filostrato. La sala è stata utilizzata dal re per giudicare e fu decorata con un mosaico di pietra blu per assomigliare al cielo, con le immagini di divinità in oro.
Una cupola a bulbo Partica può essere vista nella scultura in rilievo dell'Arco di Settimio Severo a Roma, la sua forma deriva a quanto pare all'uso di una tenda quadra come riferimento.

### Impero Sassanide

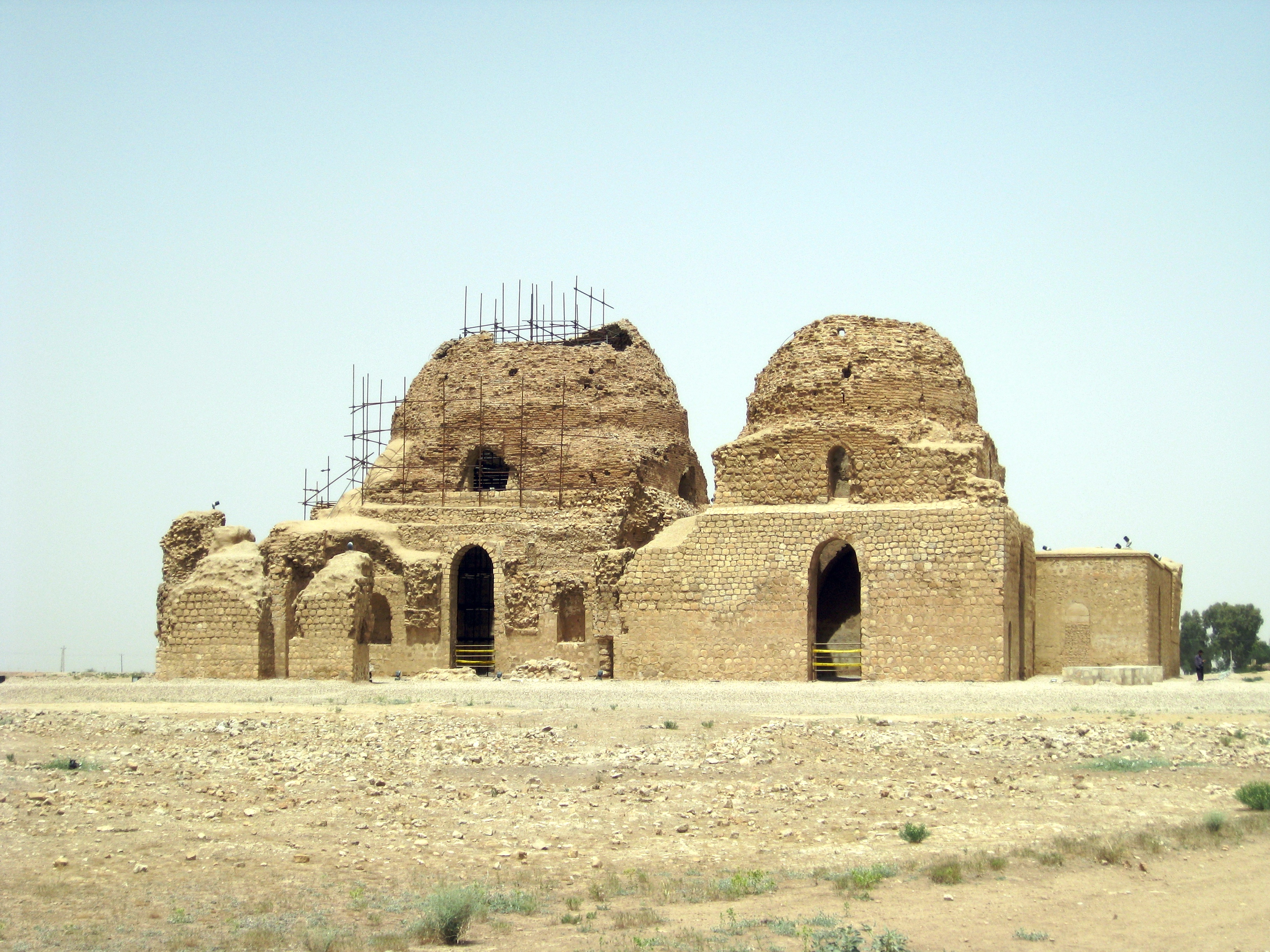
Rovine del Palazzo Sarvestan nel Sarvestan, Iran.

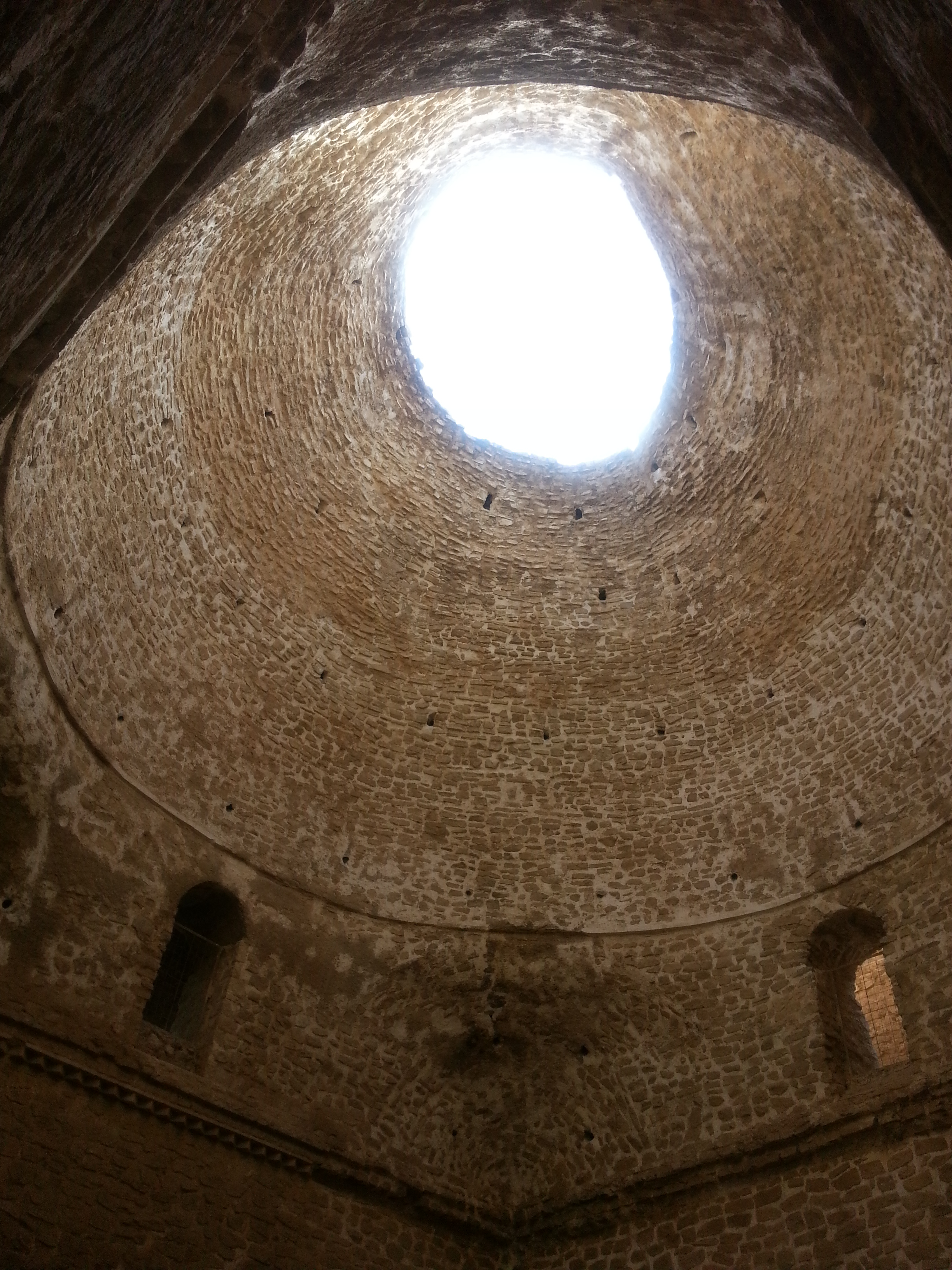
La cupola del Palazzo di Ardeshir

L'invenzione persiana del pennacchio, una serie di archi concentrici che formano un mezzo cono sopra l'angolo di una stanza, abilitano il passaggio dalle pareti di una camera quadrata a base ottagonale a una cupola. Precedenti transizioni da una cupola a una camera quadrata esistevano ma restano precarie in qualità e tentate soltanto su piccola scala, non erano abbastanza affidabili per grandi costruzioni. Le cupole con pennacchio hanno permesso di essere ampiamente utilizzate e sono stati portati alla ribalta dell'architettura persiana in seguito. Le rovine del Palazzo di Ardashir e Ghal'eh Dokhtar nella regione di Fars, Iran, costruito da Ardashir I (224-240) dell'Impero sasanide, sono i primi esempi noti.
Le tre cupole del Palazzo di Ardashir misurano 45 piedi di diametro e verticalmente ellittiche, ciascuna con un'apertura centrale o occhio che fa penetrare luce. Questi edifici sono stati costruiti con pietra locale e malta e ricoperti con intonaco sul lato interno.
(Robert Byron, La via per l'Oxiana)
La grande cupola in mattoni del Palazzo Sarvestan, anch'esso nel Fars, ma di epoca più tarda, mostra decorazioni più elaborate e quattro finestre tra i pennacchi angolari. Chiamato anche "il Tempio di Anahita", l'edificio potrebbe essere stato un tempio del fuoco. Invece di utilizzare un occhio centrale su ciascuna cupola, al Palazzo di Ardashir e mostra un bassorilievo trovato a Kuyunjik, l'illuminazione è stata fornita da una pluralità di cilindri cavi in terracotta inserite nelle cupole a intervalli regolari. Più testi in arabo, bizantino e fonti medievali occidentali descrivono una struttura a cupola del palazzo sopra il trono di Cosroe decorata in blu e oro. La cupola è stata coperta con raffigurazioni del sole, luna, stelle, pianeti, lo zodiaco, e re, tra cui Cosroe se stesso. Secondo Adone di Vienne e altri, la cupola potrebbe produrre pioggia, e può essere ruotata con un suono di tuono mediante funi trainate da cavalli in un seminterrato. I caravanserragli sormontano cupole dal periodo sasanide alla dinastia Qajar.

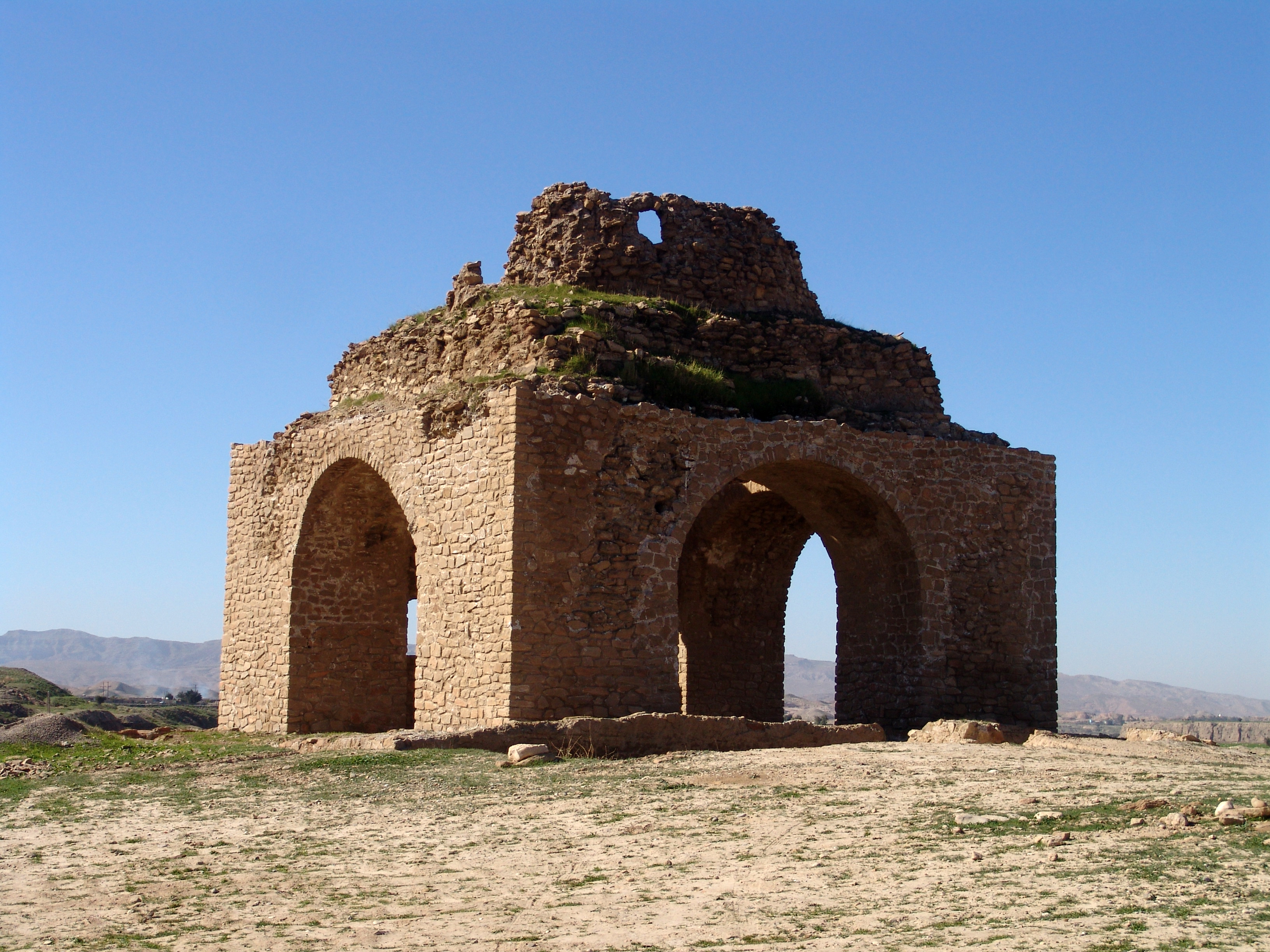
Rovine di un Chahar-Taqi in Iran.

Chahar-Taqi, o "quattro volte", sono piccole strutture di un piccolo tempio del fuoco zoroastriano con quattro supporti disposti in un quadrato, collegati da quattro archi, e coperti da cupole ovoidali centrali. Il tempio zoroastriano Niasar a Kashan e il Chahar-Taqi a Darrehshahr sono degli esempi. Tali templi, con edifici a cupola quadrata e ingressi sugli assi ispirati alle forme delle prime moschee dopo la conquista islamica dell'impero nel VII secolo. Queste cupole sono il tipo superstite più numeroso dal periodo sasanide, alcune delle quali convertite in moschee. Le camere isolate a cupola in seguito chiamate del tipo "chiosco moschea" possono essersi sviluppati da ciò. Le cupole preislamiche in Persia sono comunemente semi-ellittiche, con cupole a punta e quelle con gusci esterni conici essendo la maggior parte delle cupole dei periodi islamici.

Anche se i Sassanidi non hanno creato tombe monumentali, la cupola Chahar-Taqi può essere servita come memoriale. Un frammento di pittura Sogdiana degli inizi del VIII secolo trovato a Panjakent sembra rappresentare una cupola funeraria (forse una tenda) e ciò, insieme ad alcuni ossari di natura architettonica, indicano una possibile tradizione in Asia centrale di un'associazione funeraria con cupola. L'area del nord-est dell'Iran è stata, insieme con l'Egitto, una delle due aree importanti per i primi sviluppi dei mausolei a cupola islamici, che appaiono nel decimo secolo.

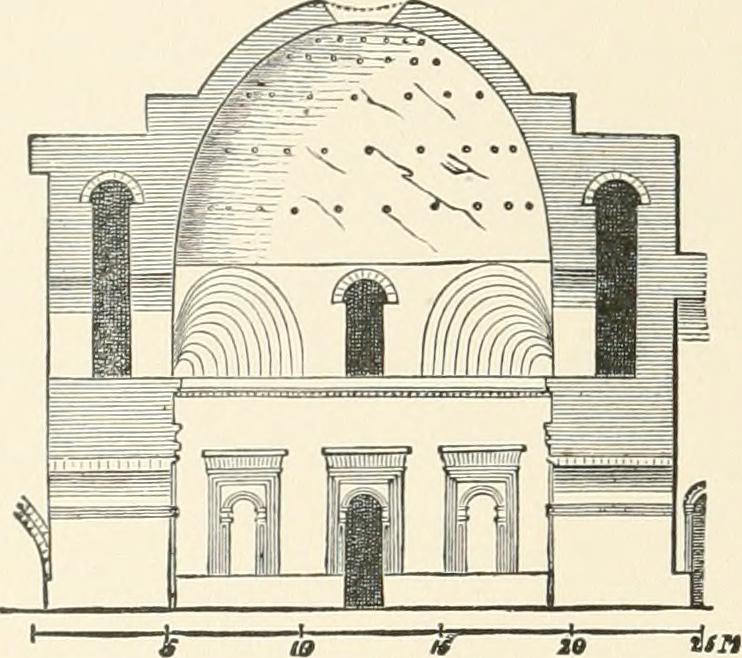
La cupola del palazzo di Ardashir
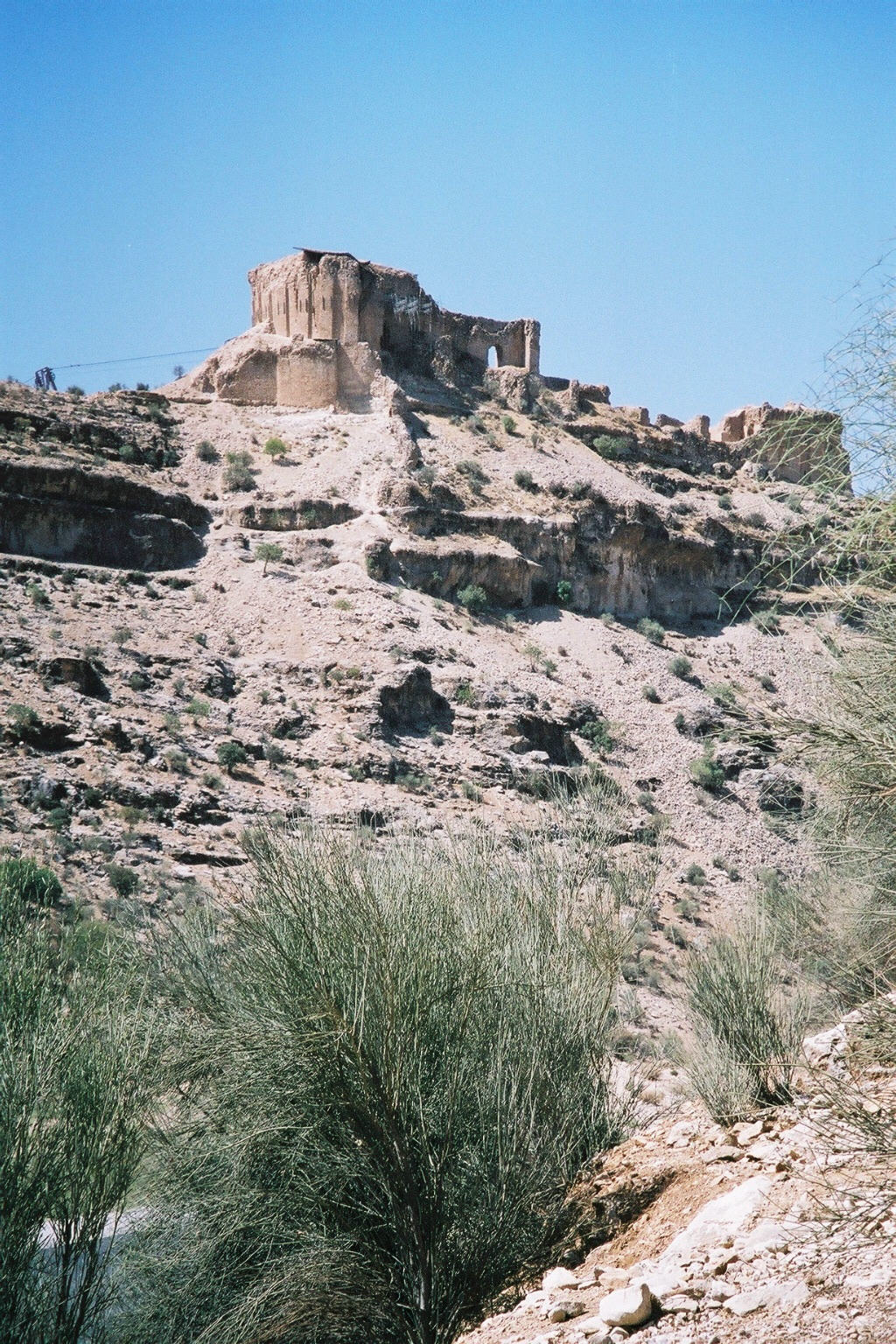
Ghal-e Doktar
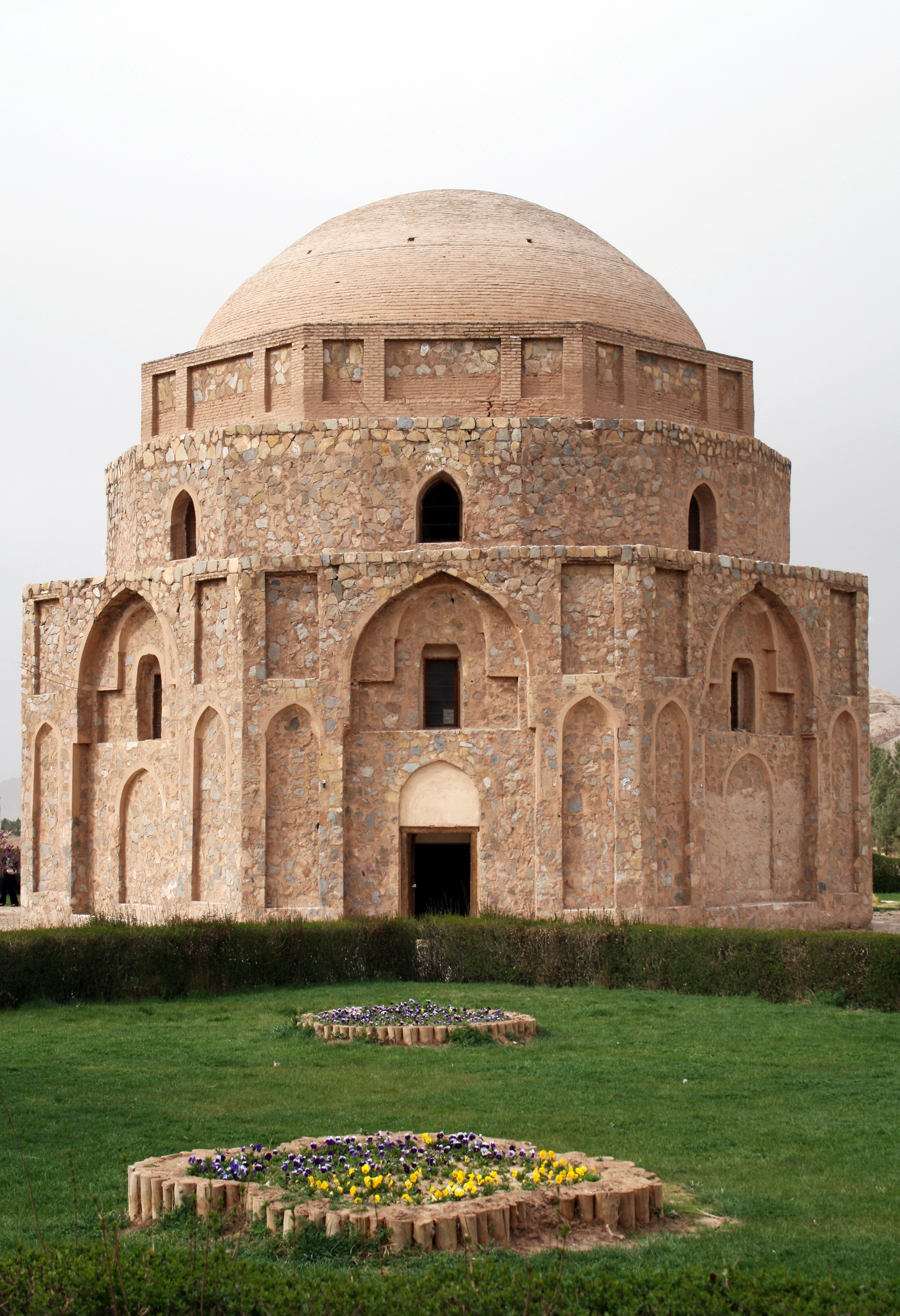
Jabaliyeh

## Il periodo islamico

### Il primo periodo islamico

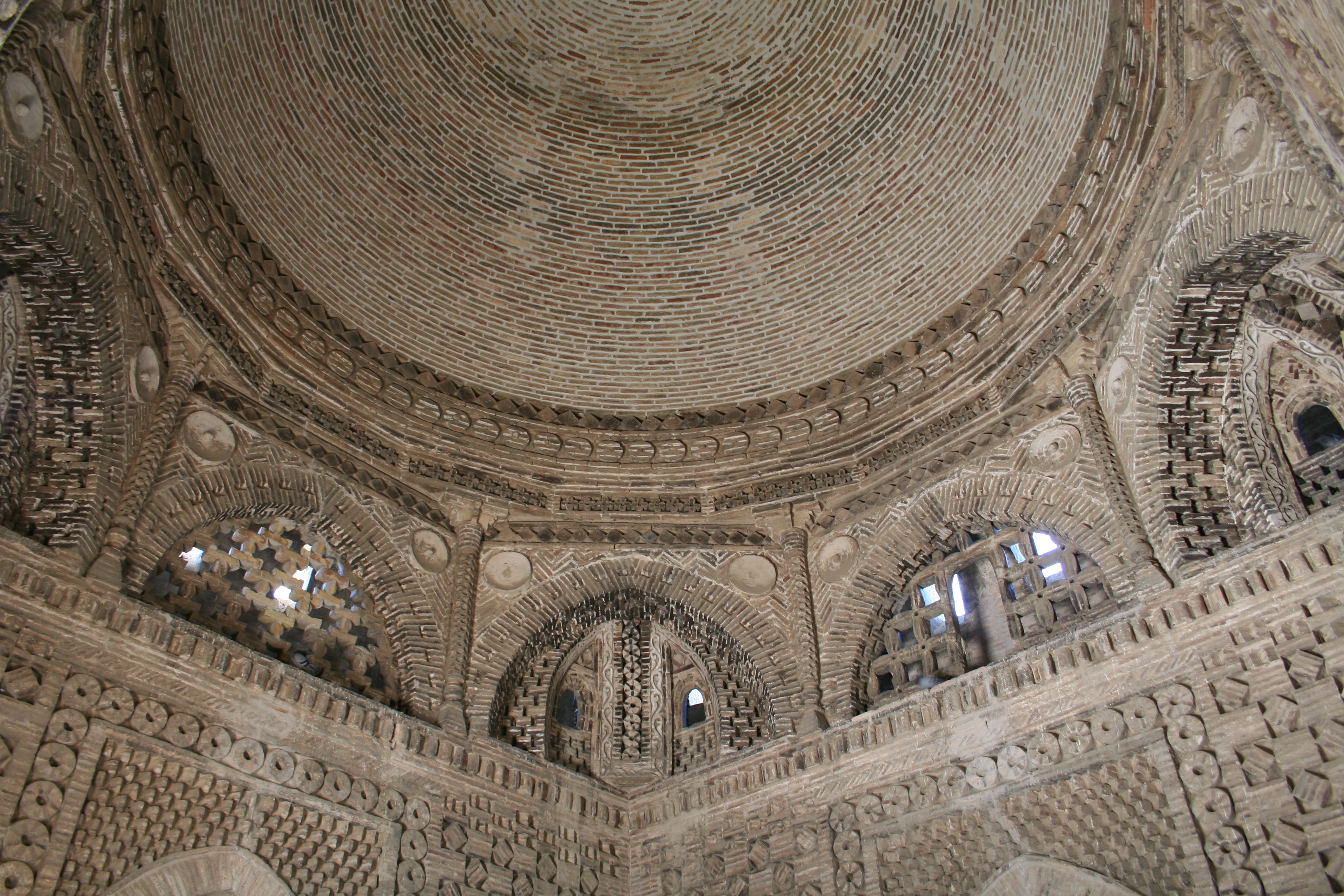
La cupola del Mausoleo samanide a Bukhara

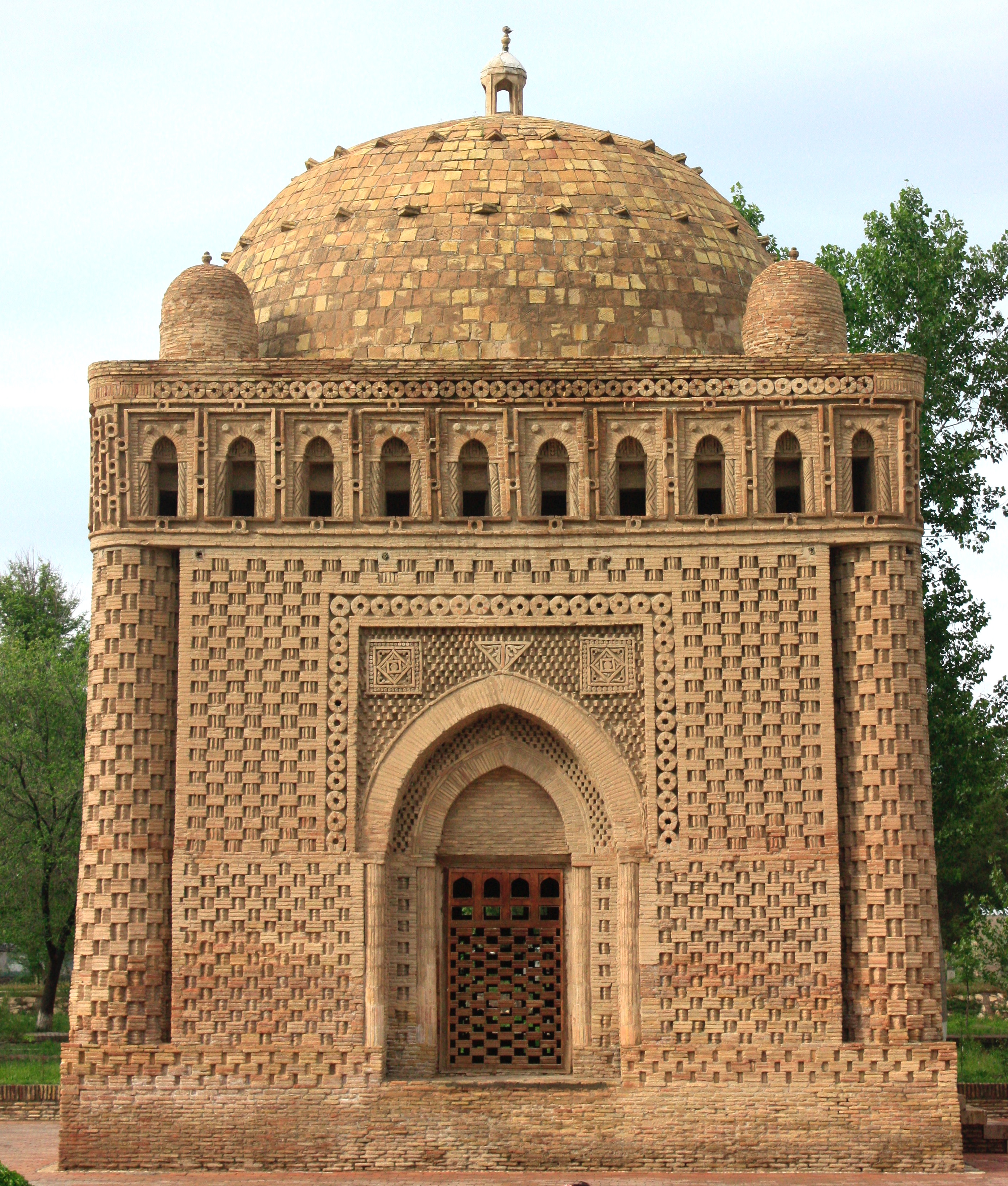
Il mausoleo samanide di Bukhara

Le prime cupole islamiche note in Persia, come quella della Grande Moschea di Qom (878) e la tomba di Muhammed b. Musa (976), sembrano avere continuato la forma arrotondata Sasanide. I mausolei a cupola hanno contribuito notevolmente allo sviluppo e alla diffusione della cupola in Persia all'inizio del periodo islamico. Dal X secolo, le tombe a cupola erano state costruite per califfi abbasidi e i martiri sciiti. Il pellegrinaggio in questi siti può aver contribuito a diffonderne la forma.
Il primo esempio sopravvissuto, il Qubbat-al Sulaibiya, era una struttura ottagonale con cupola centrale su un tamburo costruito intorno 892 a Samarra. Queste cupole con padiglioni a sono note da Shiraz a Bukhara nel X secolo. Il Mausoleo Samanide in Transoxiana risale a più tardi entro il 943 ed è il primo ad avere dei pennacchi che creano un ottagono regolare come base per la cupola, che poi è diventata la prassi. Il Mausoleo Arab-Ata, anch'esso in Transoxiana, può essere datato al 977-78 e utilizza muqarnas tra i pennacchi di per una transizione più uniforme alla cupola. Torri piane per tombe cilindriche o poligonali con tetti conici sulle cupole ne esistono partire dall'XI secolo. Il primo esempio è la tomba a torre Gonbad-e Qabus, alta 57 metri che si estende per 9,7 metri, ed è stata costruita nel 1007.

### La dinastia Selgiuchide

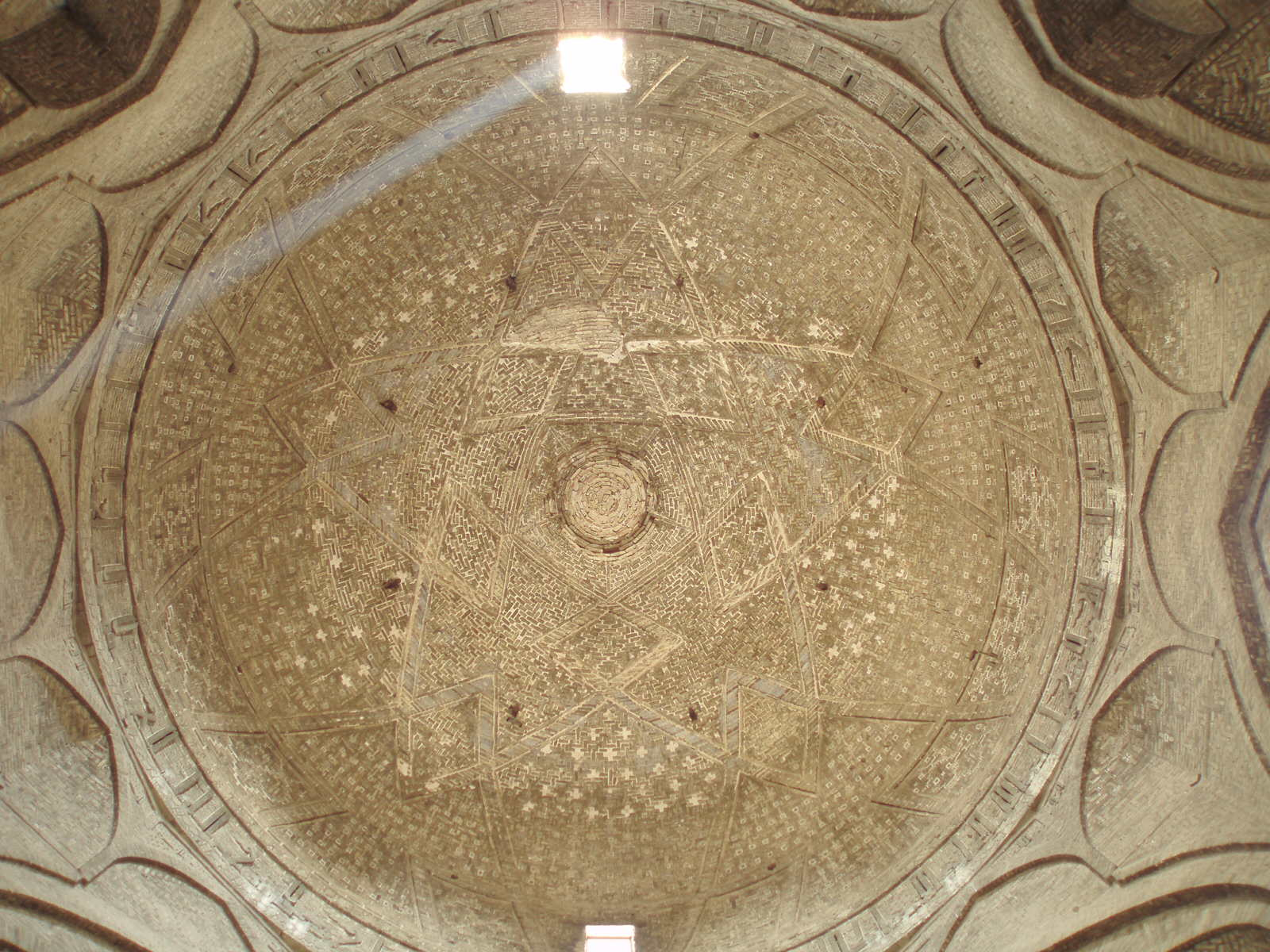
Cupola della Moschea del venerdì di Isfahan

I Selgiuchidi turchi costruirono tombe a torre, chiamate "triangoli turchi", così come dei mausolei a cubo coperti con una varietà di forme cupola. Le cupole selgiuchide incluse le coniche, semicircolari e a forma appuntita ad uno o due gusci. Nonché le cupole semicircolari superficiali si trovano principalmente nell'epoca Selgiuchide. Le cupole a doppio guscio erano o discontinue o continue. Le cupole continue a doppio guscio erano separate l'una dall'altra da un angolo di 22,5 gradi dalla loro base, come la cupola della moschea del venerdì di Ardestan, mentre le cupole discontinue sono rimaste completamente separate, come quelle delle tombe torri Kharraqan. Questa coppia di tombe a torre in mattoni del XI secolo a Kharraqan in l'Iran, sono i più antichi esempi conosciuti in muratura di cupole a doppio guscio. Le cupole possono essere state erette sul modello di legno di precedenti cupole a doppio guscio, come ad esempio quella della Cupola della Roccia. È anche possibile, perché le porzioni superiori di entrambi gli involucri esterni siano mancanti, che una parte delle cupole esterne possa essere stata in legno. Queste cupole in mattone del mausoleo sono state costruite senza l'uso di centratura, una tecnica sviluppata in Persia.

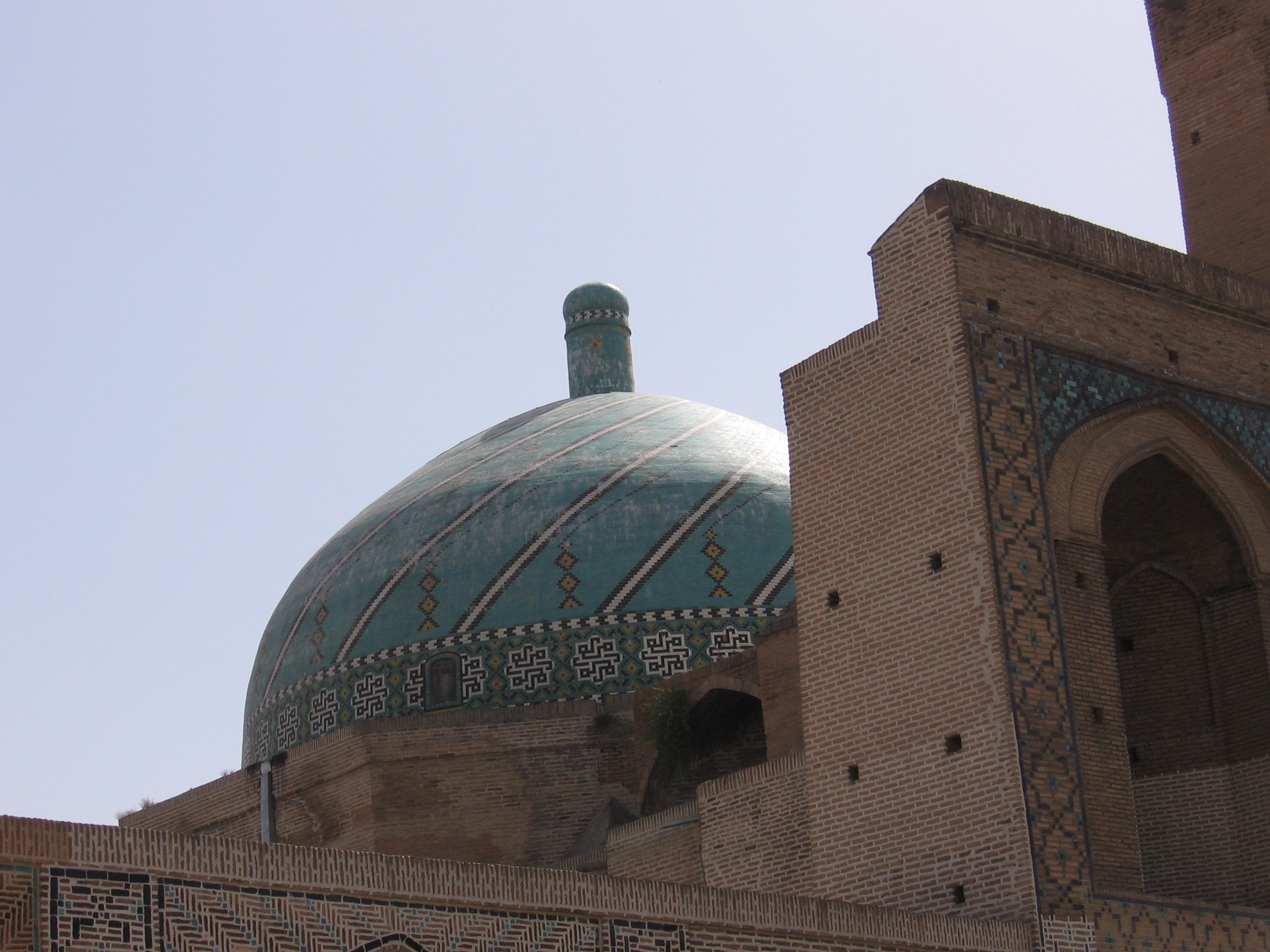
Cupola della moschea di Qazvin

L'impero selgiuchide ha introdotto la cupola a custodia davanti al mihrab della moschea, che sarebbe diventato popolare presso le moschee congregazionali persiane, anche se le camere a cupola potrebbero essere anche state utilizzate in precedenza in piccole moschee di quartiere. La custodia a cupola della moschea del venerdì di Isfahan, costruita nel 1086-7 da Nizam al-Mulk, era la più grande cupola in muratura del mondo islamico in quel momento, aveva otto costole, e ha introdotto una nuova forma di angolo a pennacchio con due cupole a quarti a sostenere una breve botte. Nel 1088 Taj-al-Molk, un concorrente di Nizam al-Mulk, costruì un'altra cupola all'estremità opposta della stessa moschea con nervature interallacciate che formano cinque punte di stelle e pentagoni. Questa è considerata la cupola selgiuchide di riferimento, e può aver ispirato i successivi motivi delle cupole del periodo de Ilkhanato. L'utilizzo di piastrelle e di gesso piano o verniciato per decorare gli interni della cupola, invece di mattoni, aumentò sotto i Selgiuchidi. Una delle più grandi cupole selgiuchide, costruita sul sito di un tempio del Fuoco sasanide, era quella della Moschea del venerdì di Qazvin, con un arco di 15,2 metri. La più grande camera a cupola Selgiuchide era la tomba di Ahmed Sanjar, che aveva un grande doppio guscio, intersecato da costole oltre ai pennacchi, e un esterno riccamente decorato in corrispondenza della zona di transizione con archi e stucchi. La tomba del sultano Sanjar, che regnò 1117-1157, è stata danneggiato nel sacco di Merv nel 1221 da Tolui Khan.

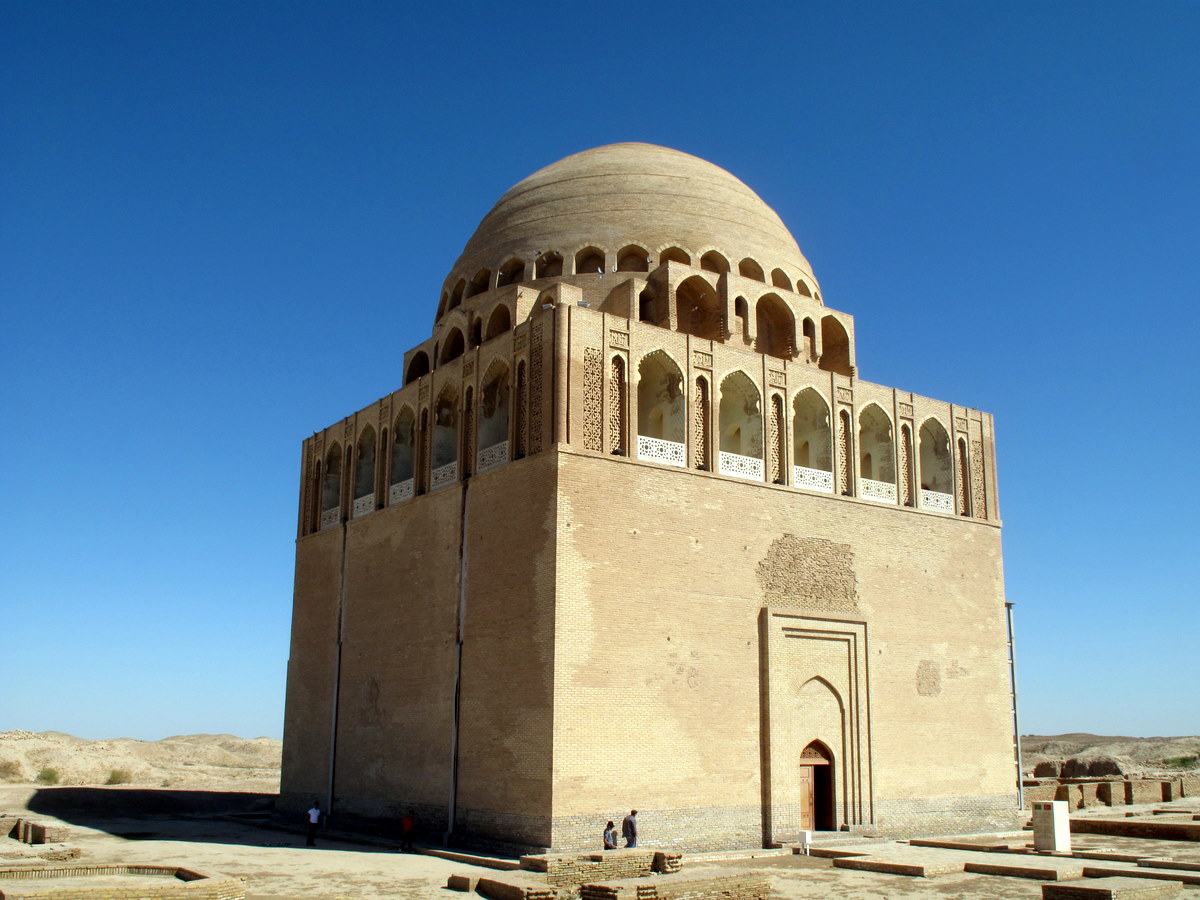
Tomba Ahmed Sanjar a Merv, Turkmenistan
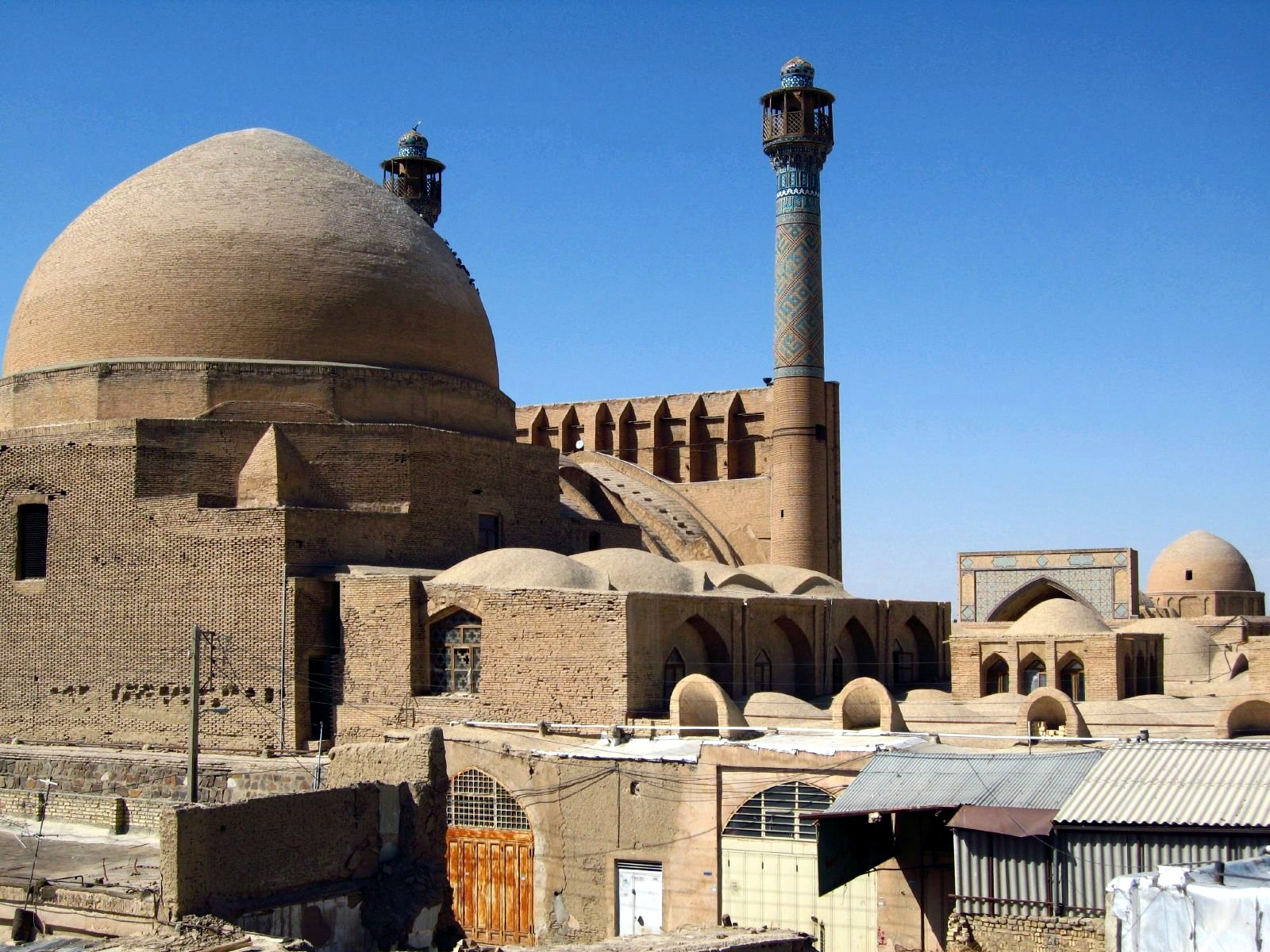
A sinistra la grande cupola Nizam al-Mulk, a destra più piccola la cupola Taj-al-Molk, della moschea del venerdì di Isfahan
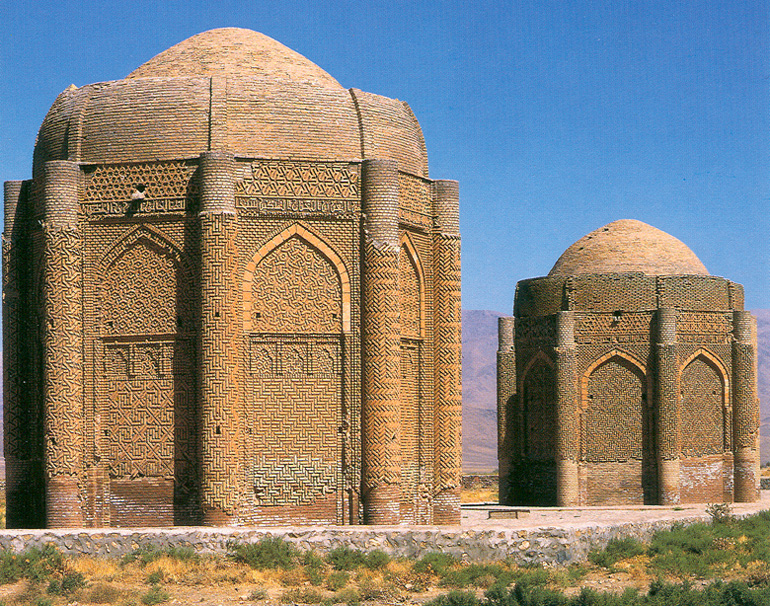
Le torri Kharraqan in Iran
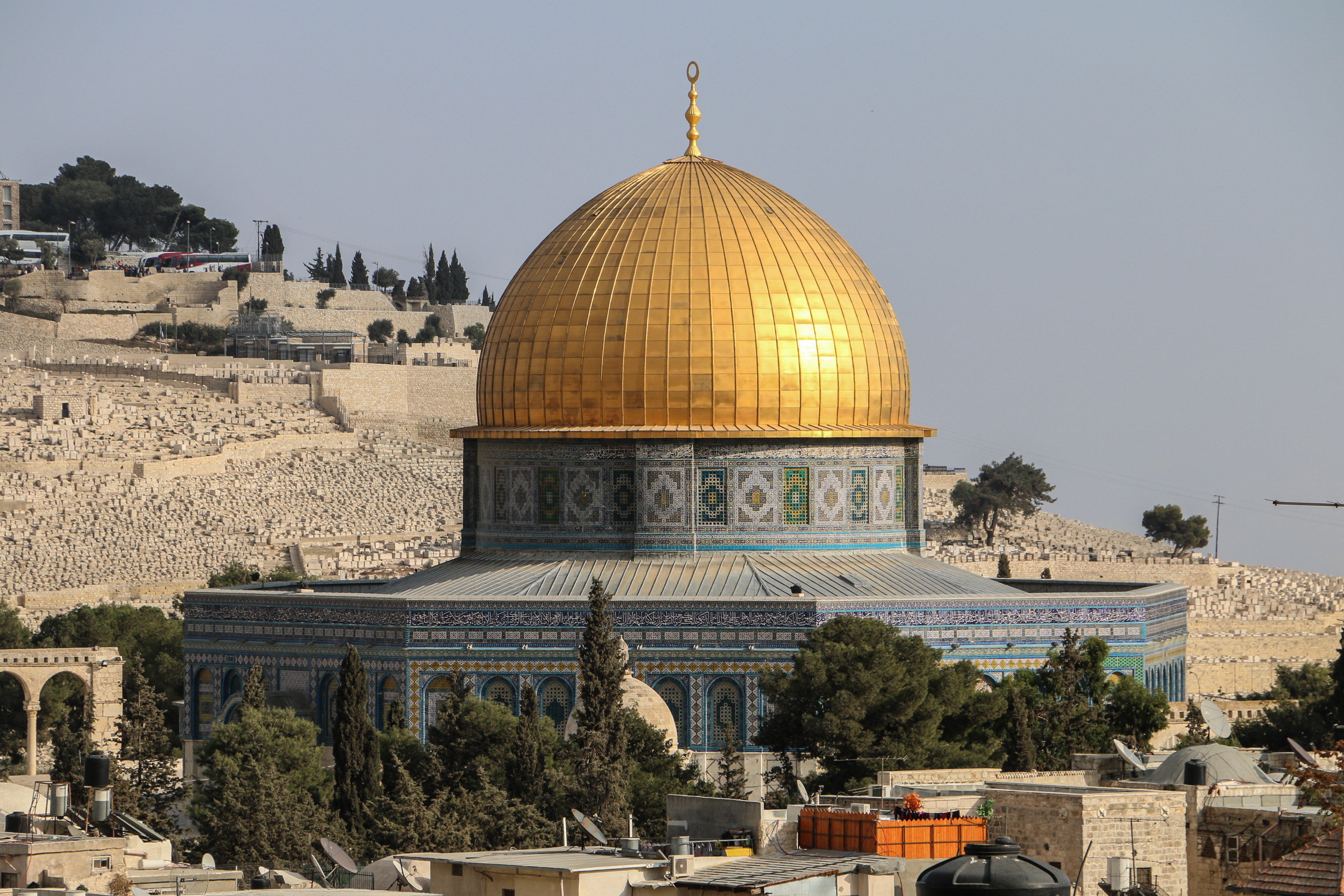
La cupola della Roccia a Gerusalemme

### L'ilkhanato

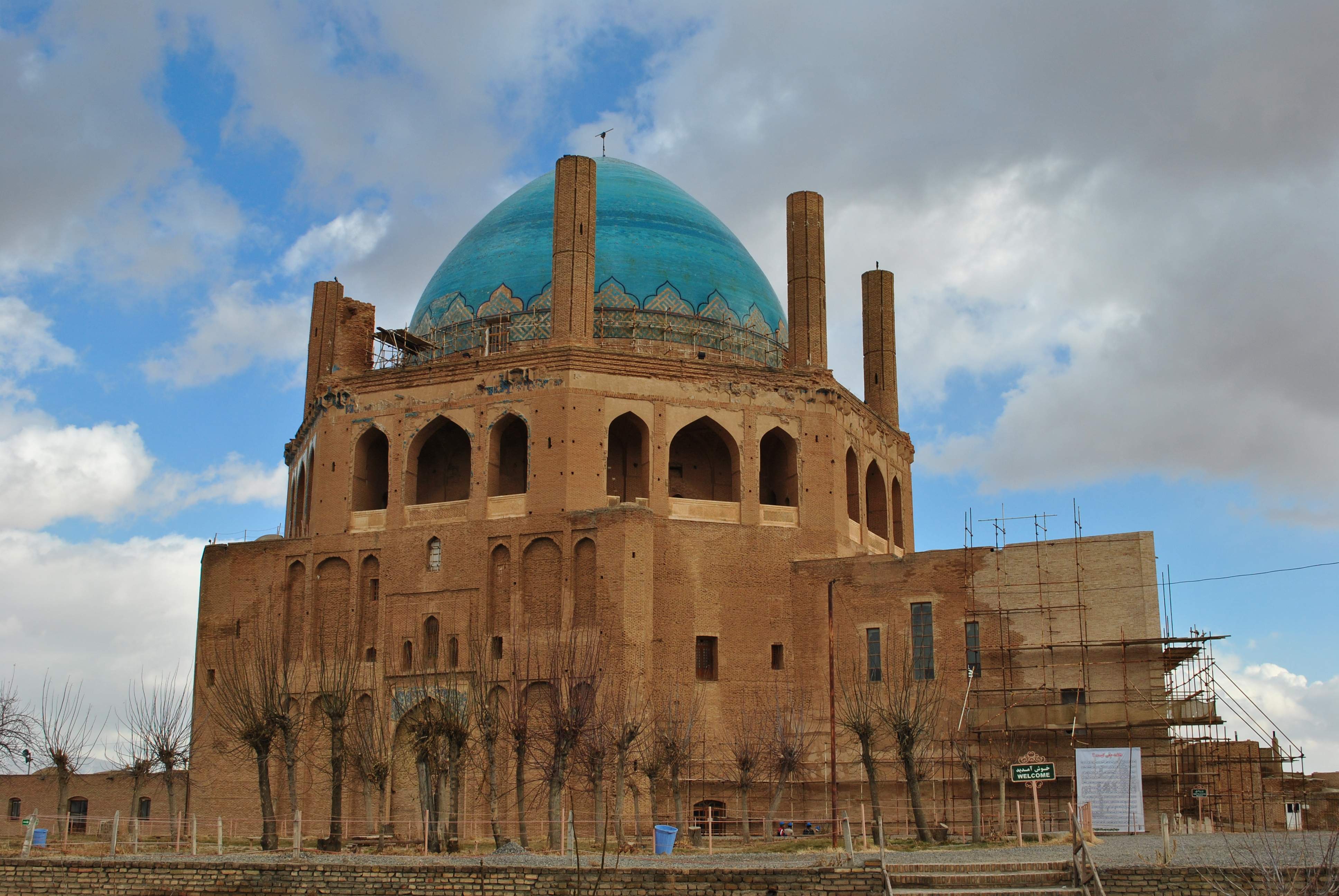
Il Mausoleo di Oljeitu a Soltaniyeh, Iran.

Dopo gli effetti distruttivi delle diverse invasioni mongole, l'architettura persiana fiorì nuovamente nei periodi dell'Ilkhanato e Timuride. La caratteristica di queste cupole sono l'uso di alti tamburi e diversi tipi di gusci doppi discontinui, e lo sviluppo di tripli gusci e rinforzi interni. A partire dall'Ilkanato, le cupole persiane raggiunsero la loro configurazione finale dei supporti strutturali, delle zone di transizione, del tamburo, e dei gusci, e la successiva evoluzione era ristretta alle variazioni di forma e geometria. La costruzione delle torri tomba diminuisce.

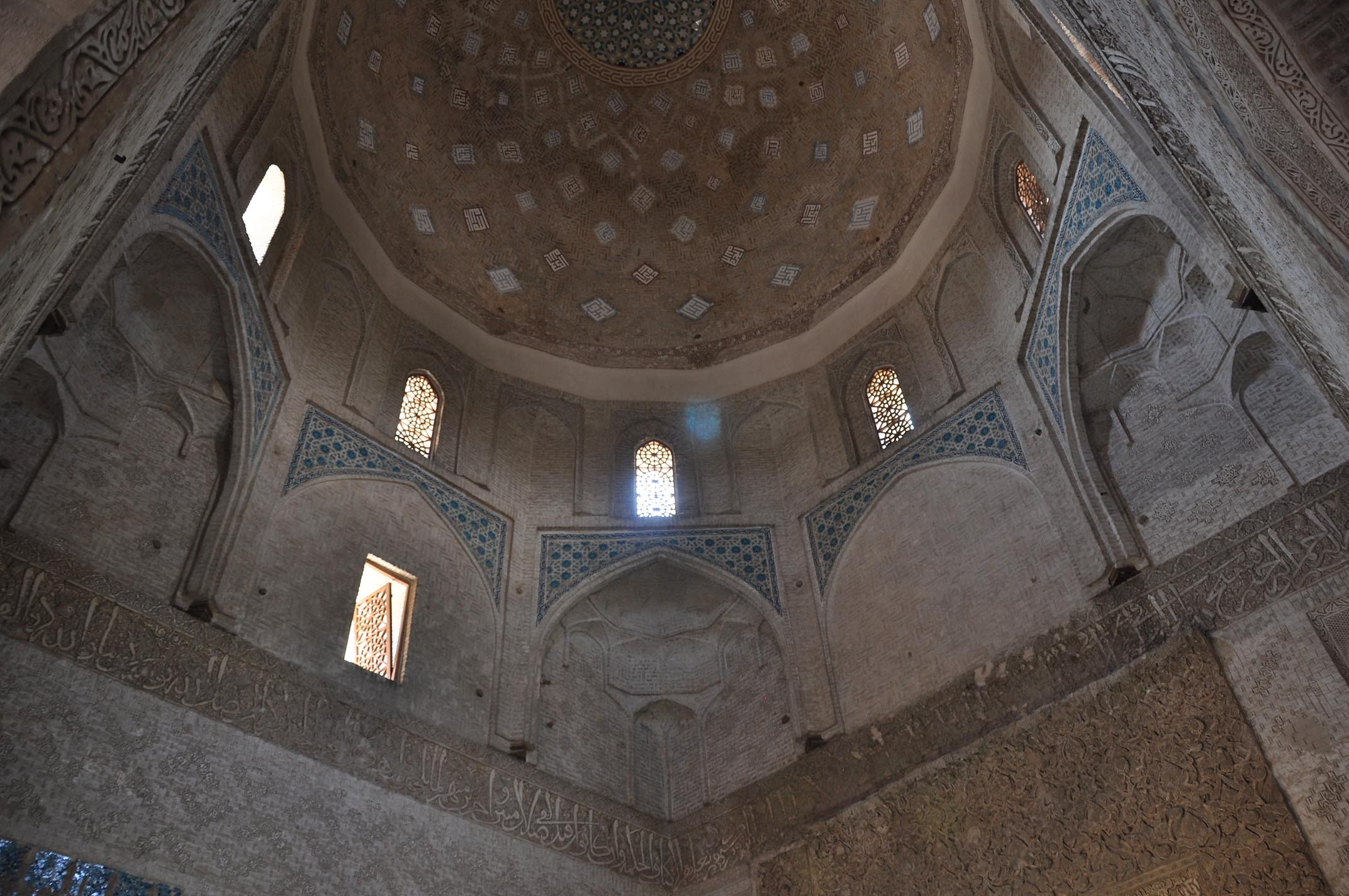
Cupola della Moschea del venerdì di Varamin, Iran

Le due principali cupole del periodo dell'Ilkhanato sono il mausoleo di Ghazan (non più esistente) a Tabriz e il mausoleo di Oljeitu a Soltaniyeh, quest'ultimo essendo stato costruito per rivaleggiare col precedente. Oljeitu fu il primo sovrano di Persia a dichiararsi della setta sciita dell'Islam e fece costruire il mausoleo, con la più grande cupola persiana, per ospitare i corpi di Ali e Hussein come un luogo di pellegrinaggio. Ciò non si è verificato ed è diventato così il proprio mausoleo. La cupola misura 50 metri di altezza e quasi 25 metri di diametro e ha le migliori piastrelle e stucchi sopravvissuti a questo periodo. La cupola a doppia calotta sottile era rinforzata da archi tra gli strati.

Le tombe a torre di questo periodo, come la tomba di Abdas-Samad Esfahani a Natanz, a volte hanno delle cupole con muqarnas, anche se di solito sono gusci in gesso che nascondono le strutture sottostanti. Le proporzioni alte della Moschea del venerdì di Varamin sono dovute principalmente alla maggiore altezza della zona di transizione, con l'aggiunta di una sezione di sedici lati sopra la zona principale dei pennacchi a muqarnas. I 7,5 metri di larghezza della doppia cupola del mausoleo Soltan Bakht Agha (1351-1352) è il primo esempio noto nel quale i due gusci della cupola hanno profili molto diversi, che si diffondono rapidamente in tutta la regione. I gusci interno ed esterno avevano dei rinforzi radiali e uniti fra loro. Un primo esempio di una camera di cupola quasi completamente ricoperta di piastrelle decorative è quella della Moschea del venerdì di Yazd (1364), così come i molti dei mausolei dello Shah-i-Zinda a Samarcanda. Lo sviluppo dei tamburi alti è proseguito anche nel periodo timuride.

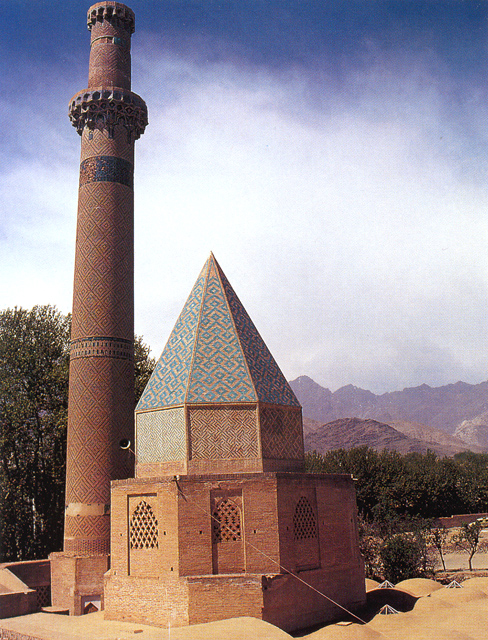
Tomba di Abdussamad Esfahani a Natanz, Iran
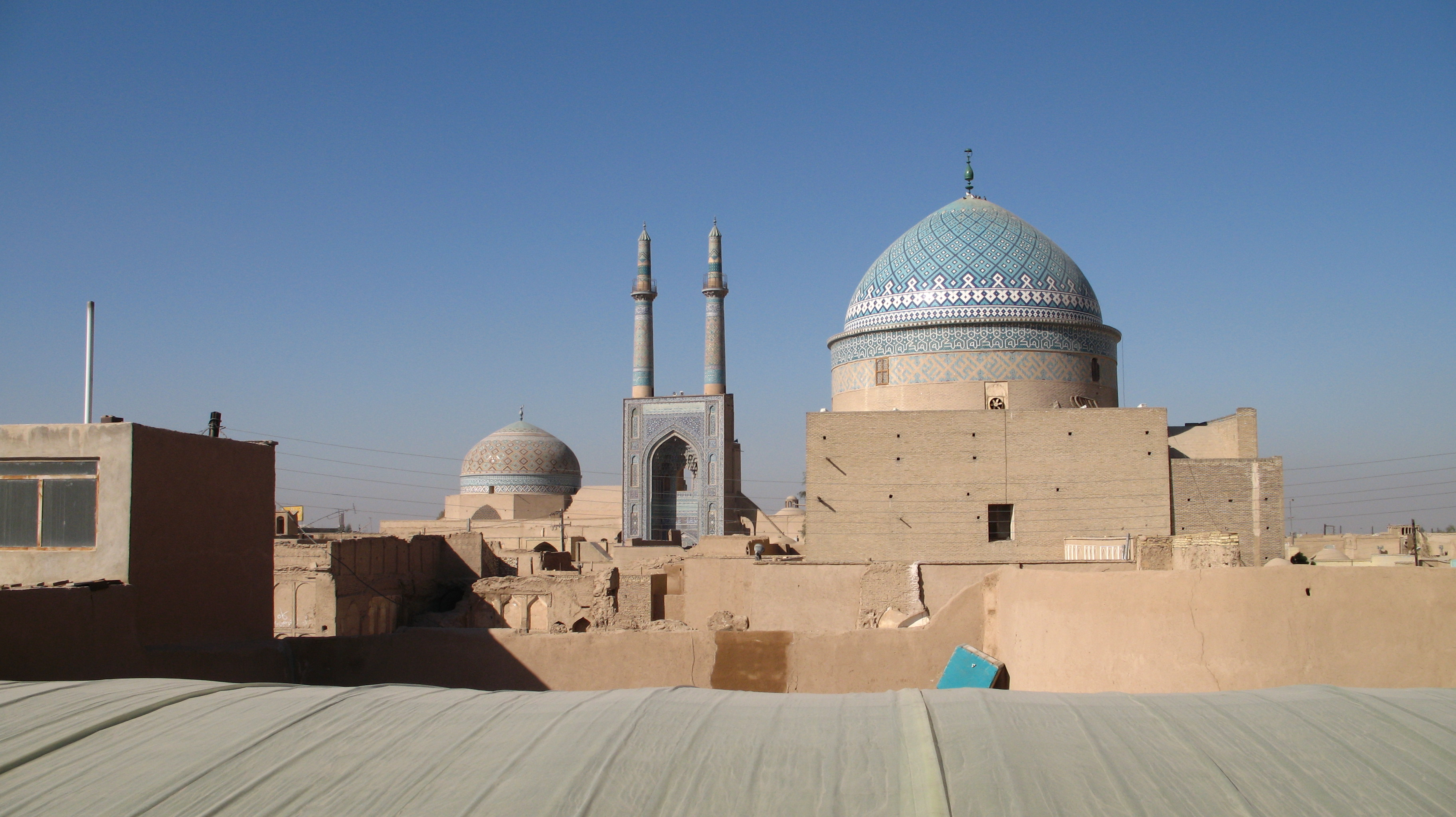
Moschea del venerdì a Yazd
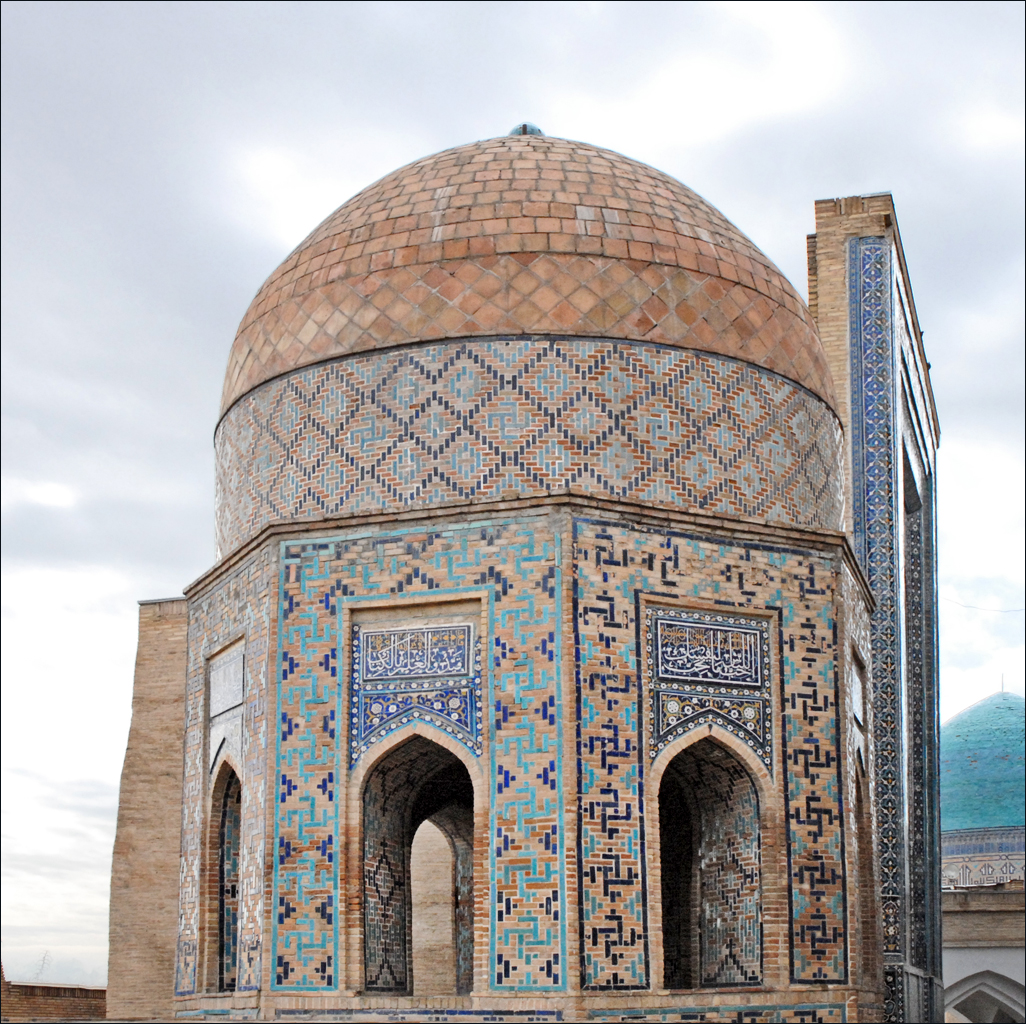
Il mausoleo ottagonale presso lo Shah-i-Zinda a Samarcanda
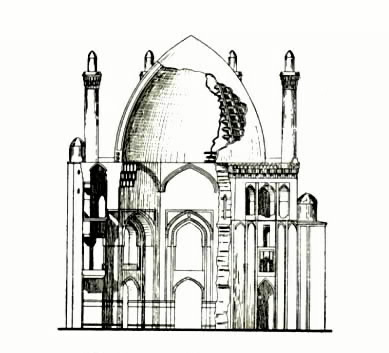
Cupola del mausoleo di Oljeitu a Soltaniyeh

### La dinastia timuride

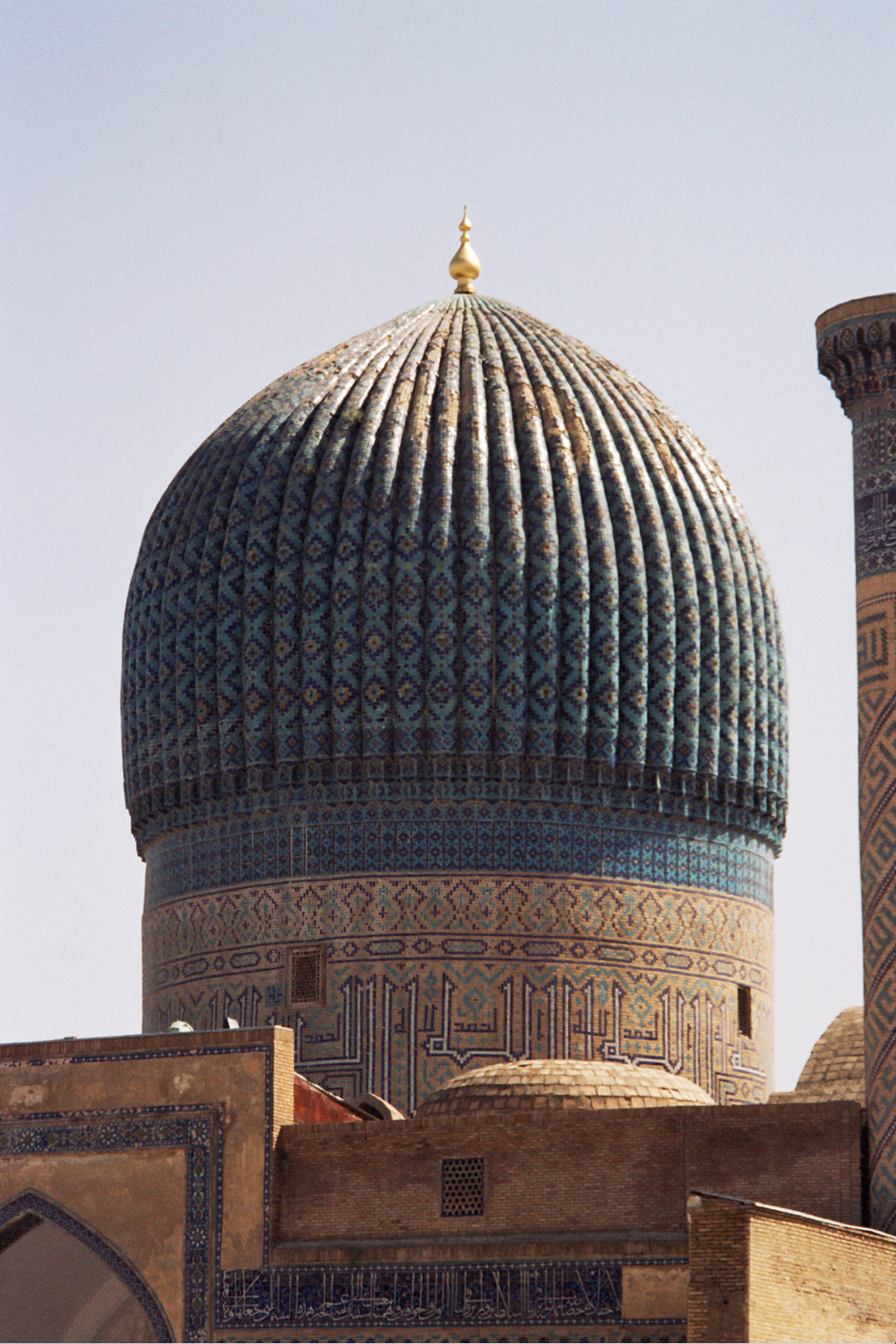
La cupola del Gur-e-Amir

Nella capitale timuride di Samarcanda, nobili e governanti nei secoli XIV e XV hanno iniziato la costruzione di tombe con le cupole a doppio guscio contenenti dei tamburi cilindrici in muratura tra i gusci. Nel Gur-e Amir, costruito da Tamerlano intorno al 1404, una struttura in legno sulla cupola interna sostiene la cupola a bulbo esterno. Dei tiranti radiali alla base della cupola a bulbo forniscono il supporto strutturale supplementare. Gli anelli di rinforzo in legno e gli anelli di pietre collegate da crampi di ferro sono stati utilizzati anche per compensare i problemi strutturali introdotti utilizzando tali tamburi. Delle sezioni radiali di muri di mattoni con puntoni in legno sono stati utilizzati tra i gusci dei discontinui delle doppie cupole per fornire stabilità strutturale nel tardo XIV secolo.

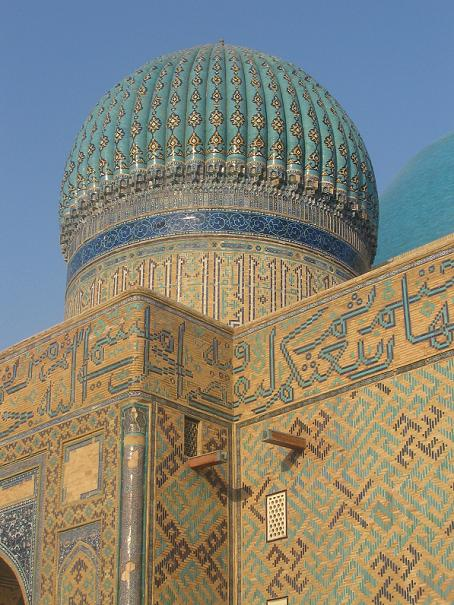
Cupola del Mausoleo di Khoja Ahmed Yasawi

Una miniatura dipinta a Samarcanda dimostra che cupole a bulbo sono state usate per coprire dei piccoli padiglioni in legno in Persia entro l'inizio del XV secolo e hanno guadagnato gradualmente in popolarità. Le grandi cupole scanalate ad alto fusto caratteristiche dell'architettura timuride XV secolo sono stati il culmine della tradizione asiatica centrale e iraniana delle cupole alte con rivestimenti in piastrelle smaltate in blu e altri colori. Il Mausoleo di Khoja Ahmed Yasawi, situato nel sud del Kazakistan non è mai stato terminato, ma ha la più grande cupola in mattoni esistente dell'Asia centrale che misura 18,2 metri di diametro. L'esterno della cupola è ricoperto da piastrelle esagonali smaltate verdi con modelli d'oro.
I mausolei sono stati raramente costruiti come strutture a sé dopo il XIV secolo, venivano invece spesso attaccate alla madrasa a coppie. Le cupole di queste madrase, come quelle della madrasa di Goharshad (1417-1433) e la madrasa di Ḵargerd (1436-1443), hanno degli interni incredibilmente innovativi. Hanno usato archi intrecciati per sostenere una cupola interna stretta rispetto al piano inferiore, un cambiamento che potrebbe aver avuto origine con l'uso del XIV secolo di piccole cupole a lanterna sopra la volta trasversale. La madrasa di Goharshad è anche la prima a cupola con triplo guscio. La cupola centrale potrebbe essere stata aggiunta come rinforzo. Le cupole a triplo guscio sono rare al di fuori del periodo timuride. La cupola della moschea Amir Chakhmaq (1437) ha un involucro interno semicircolare e un avanzato sistema di rinforzi e puntoni in legno che sostengono un guscio esterno appuntito superficiale. In particolare, la cupola ha un tamburo circolare con due livelli. Un'altra cupola a doppia calotta del periodo Selgiuchide presso il complesso del Santuario di Bayazid Bastami è stato cambiato nel periodo timuride con l'aggiunta di una terza calotta conica sugli attuali due gusci a cupola.

L'architettura uzbeka della regione intorno alla Transoxiana ha mantenuto lo stile timuride delle cupole degli edifici. Dove le camere a cupola erano circondata da ivan assiali e camere d'angolo a pianta ottagonale, come al santuario Khwaja Abu Nasr Parsa (ca. 1598), che ha fornito da modello per i mausolei indiani come la Tomba di Humayun a Delhi o il Taj Mahal. Alcuni degli antichi mercati a cupola sopravvissuti, chiamati tīmcās, si possono trovare dell'era shaybanide a Bukhara.

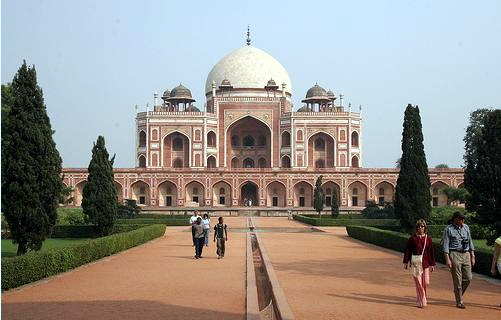
Tomba di Humayun a Delhi
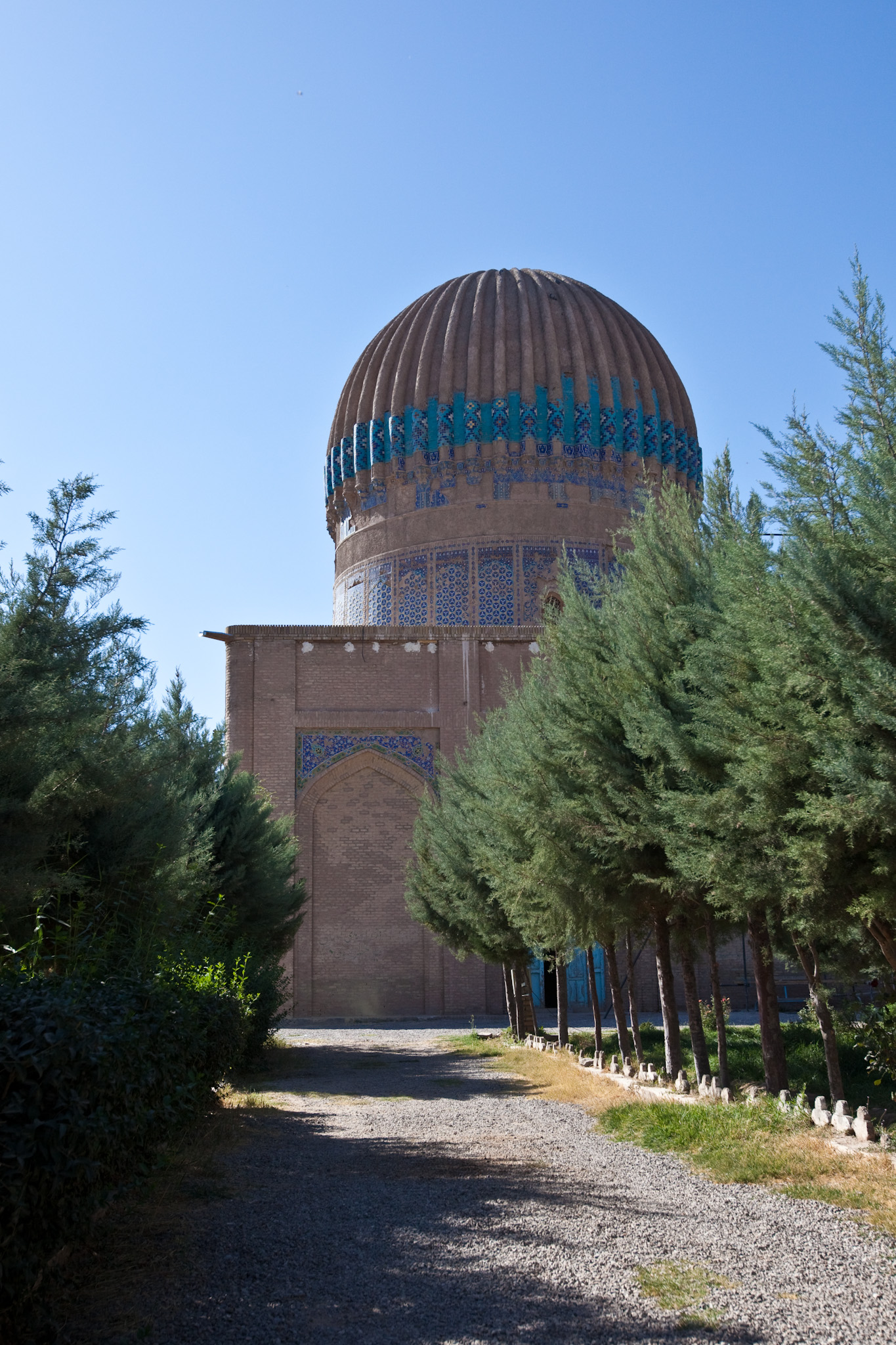
La madrasa Goharshad
Il Taj Mahal
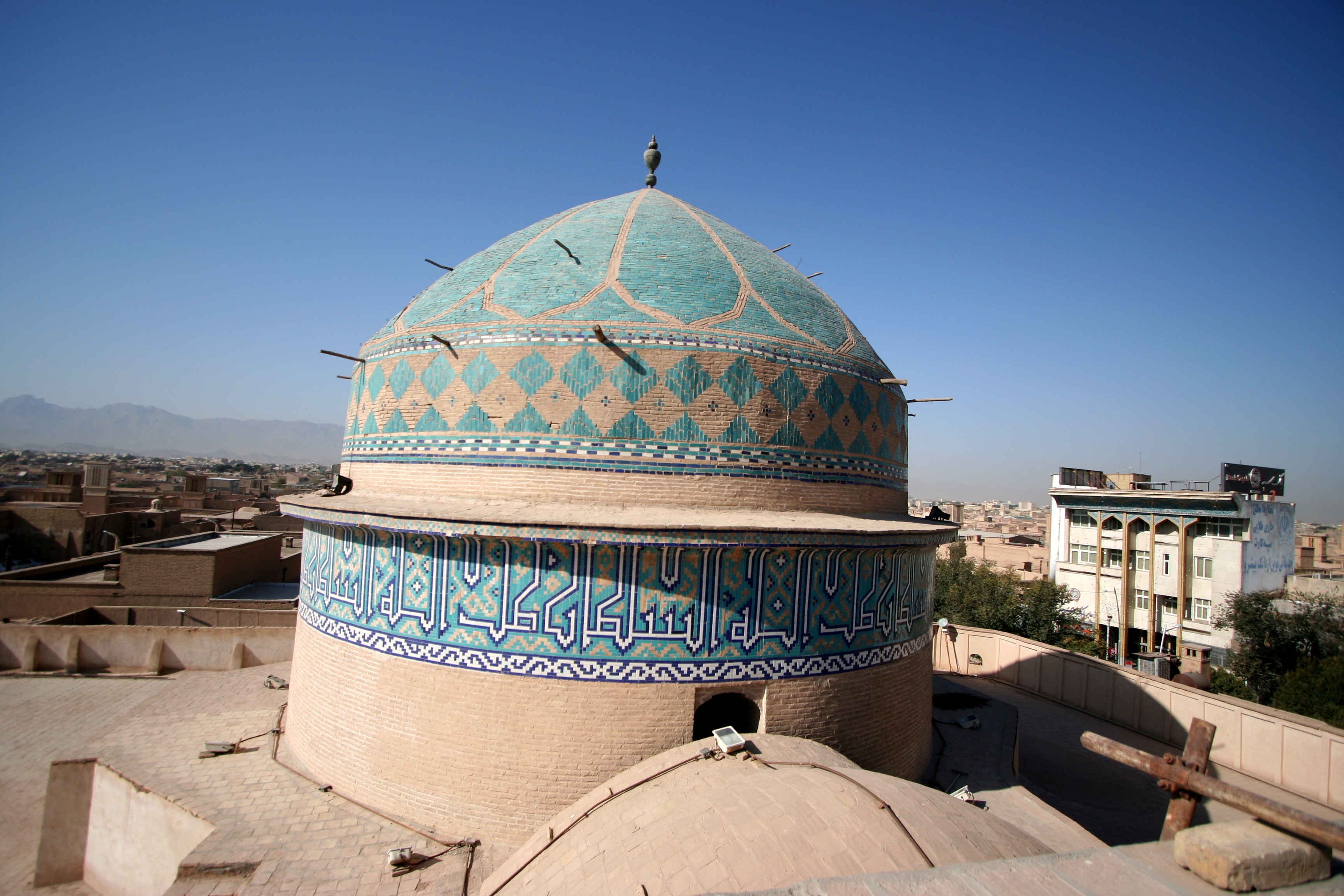
Il Complesso Amir Chakhmaq
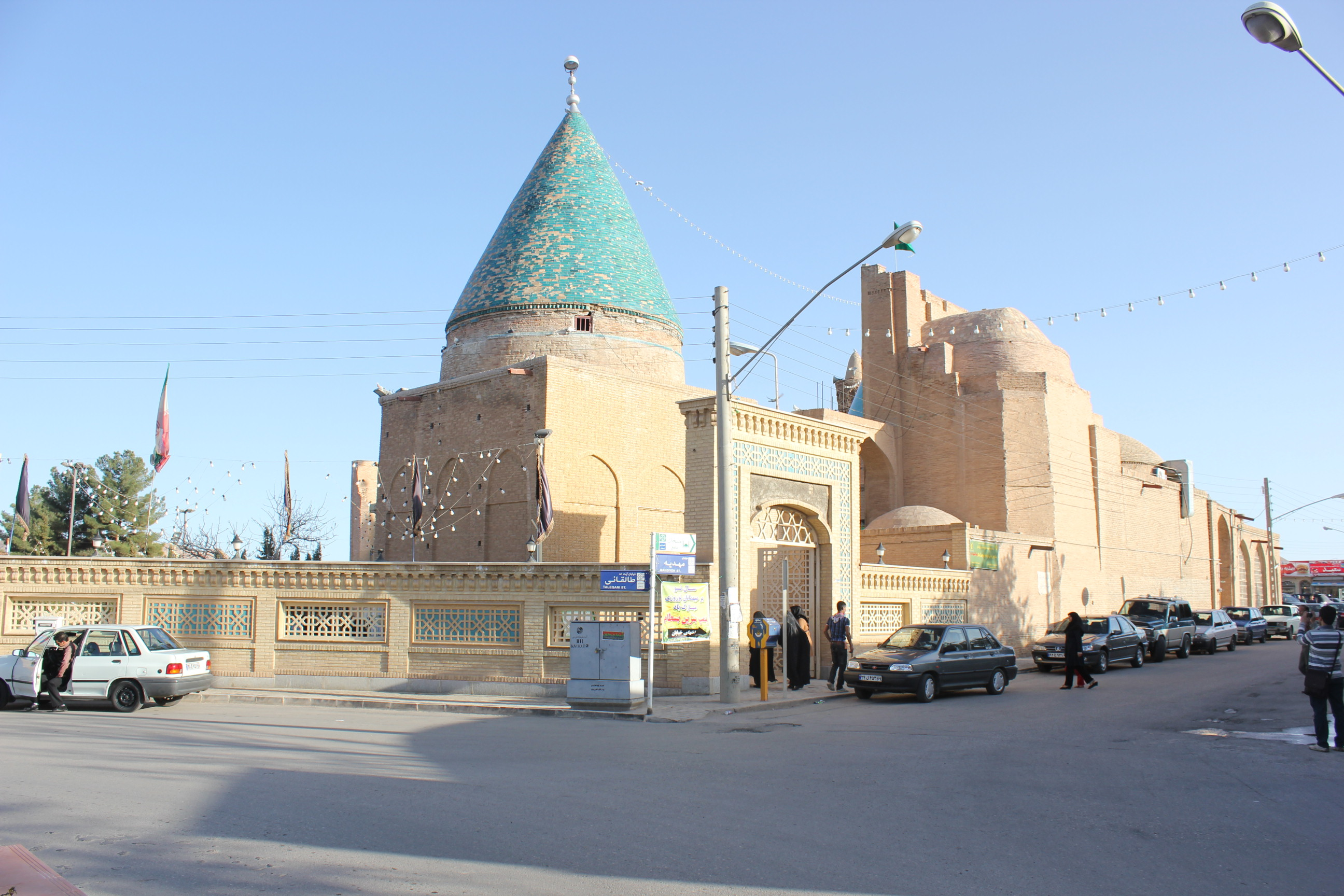
Il santuario Bayazid Bastami

### La dinastia safavide

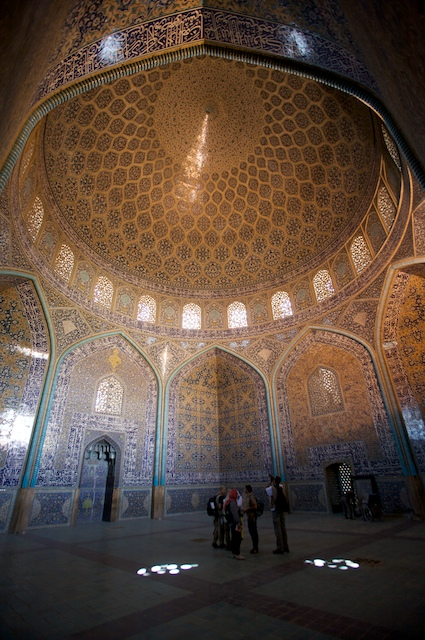
La moschea Sheikh Lotfollah a Isfahan, in Iran.

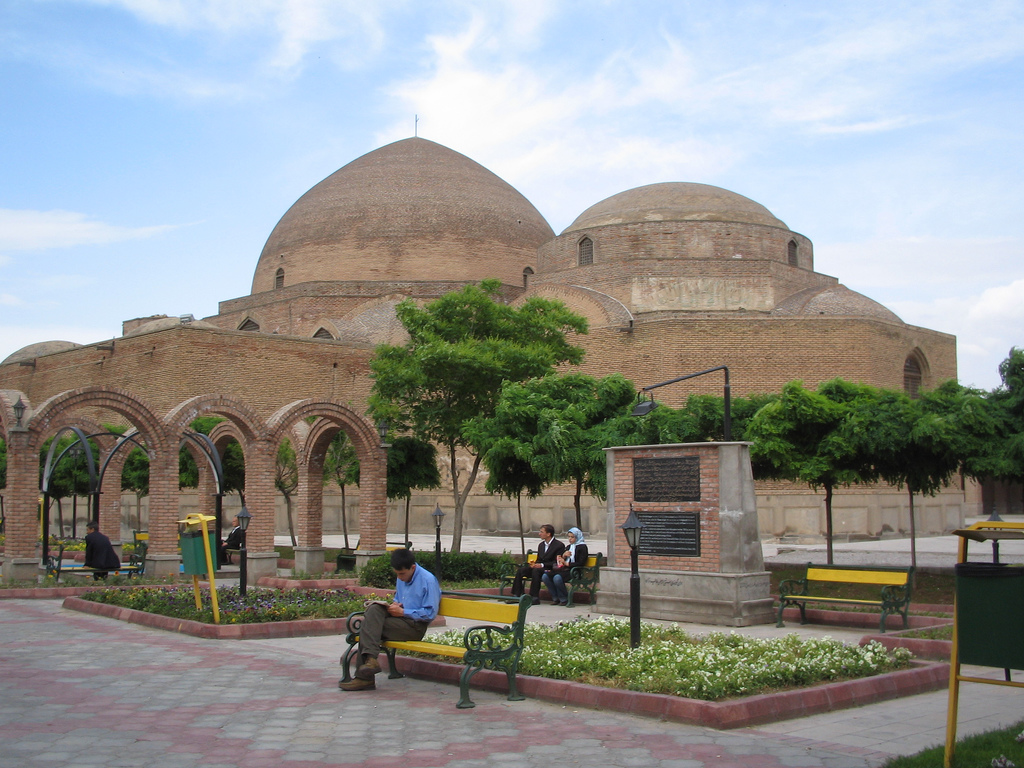
Moschea blu di Tabriz

Le cupole della dinastia safavide (1501-1732) sono caratterizzate da un profilo tondeggiante distintivo e sono considerate l'ultima generazione di cupole persiane. Esse sono generalmente più sottili delle cupole precedenti e sono decorate con una varietà di piastrelle smaltate colorate e con motivi vegetali complessi. La cupola della Moschea Blu di Tabriz (1465) ha l'interno ricoperto di "blu scuro con piastrelle esagonali e doratura". Il palazzo di Ali Qapu a Isfahan comprende piccole camere a cupola decorate con vegetazione artificiale.

La cupola della Moschea Sheikh Lotfollah a Isfahan (1603-1618), forse la "quintessenza persiana della camera a cupola", unisce la stanza quadrata con la zona di transizione e utilizza pennacchi semplici quali quelli del periodo Selgiuchide precedente. All'esterno, molteplici livelli di arabeschi a vetri si fondono con uno sfondo di mattoni non smaltati. Le cupole della Moschea dello Shah (in seguito ribattezzata la Moschea Imam) e la madrasa Madar-e Sah hanno un modello esterno simile in un contesto di piastrelle smaltate blu chiaro. La cupola a bulbo della Moschea Shah è stata costruita tra il 1611 e il 1638 ed è un doppio guscio discontinuo largo 33 metri e 52 metri di altezza. Il più antico esempio di cupola a cipolla Safavide è sopra il mausoleo ottagonale di Khwaja Rabi a Mashhad (1617-1622). Le cupole safavidi erano influenti su quelle di altri stili islamici, come l'architettura Moghul in India.

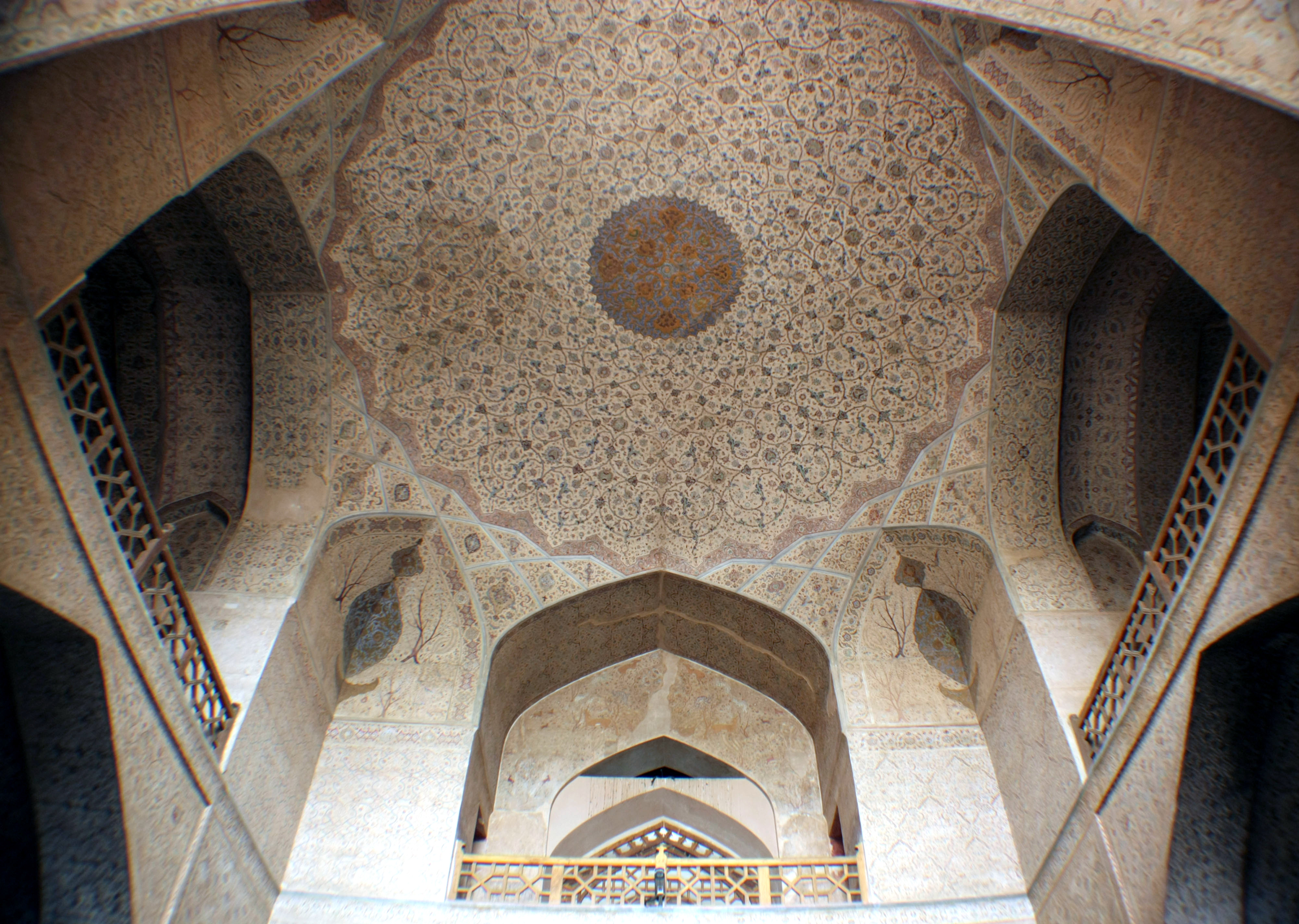
Cupola del Palazzo Ali Qapu
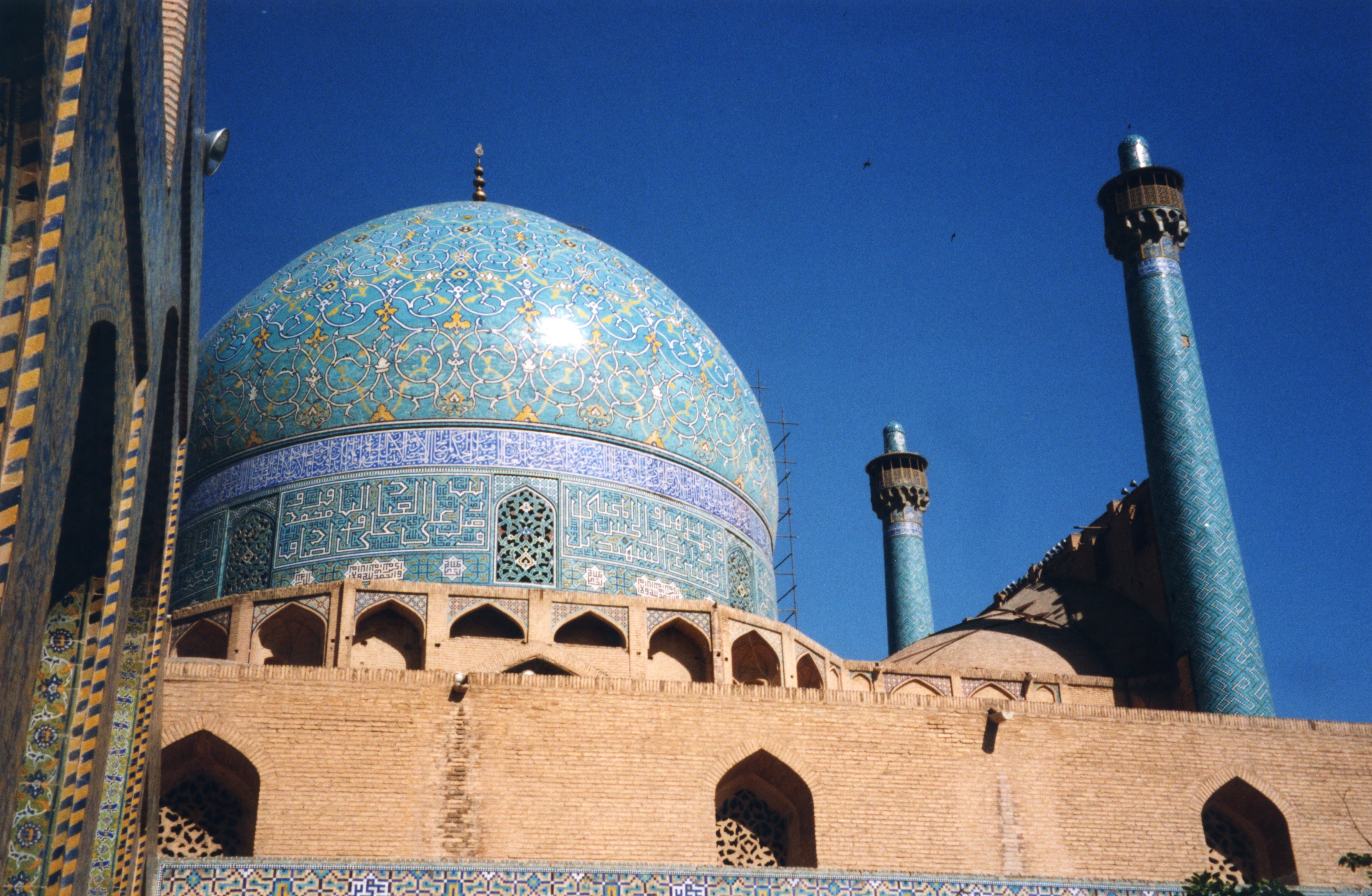
Cupola della moschea dello scià
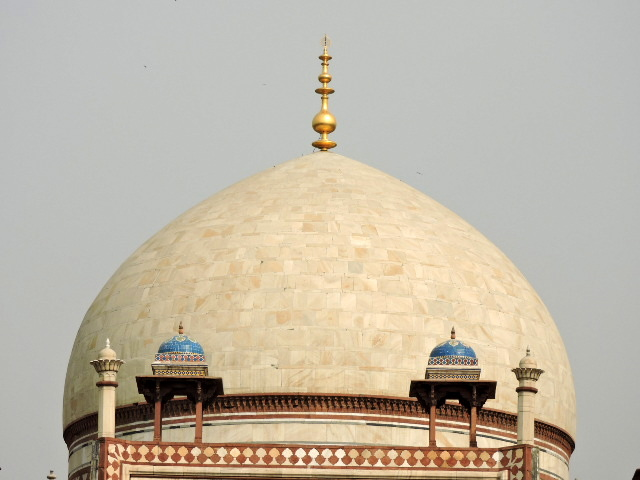
Una cupola indiana
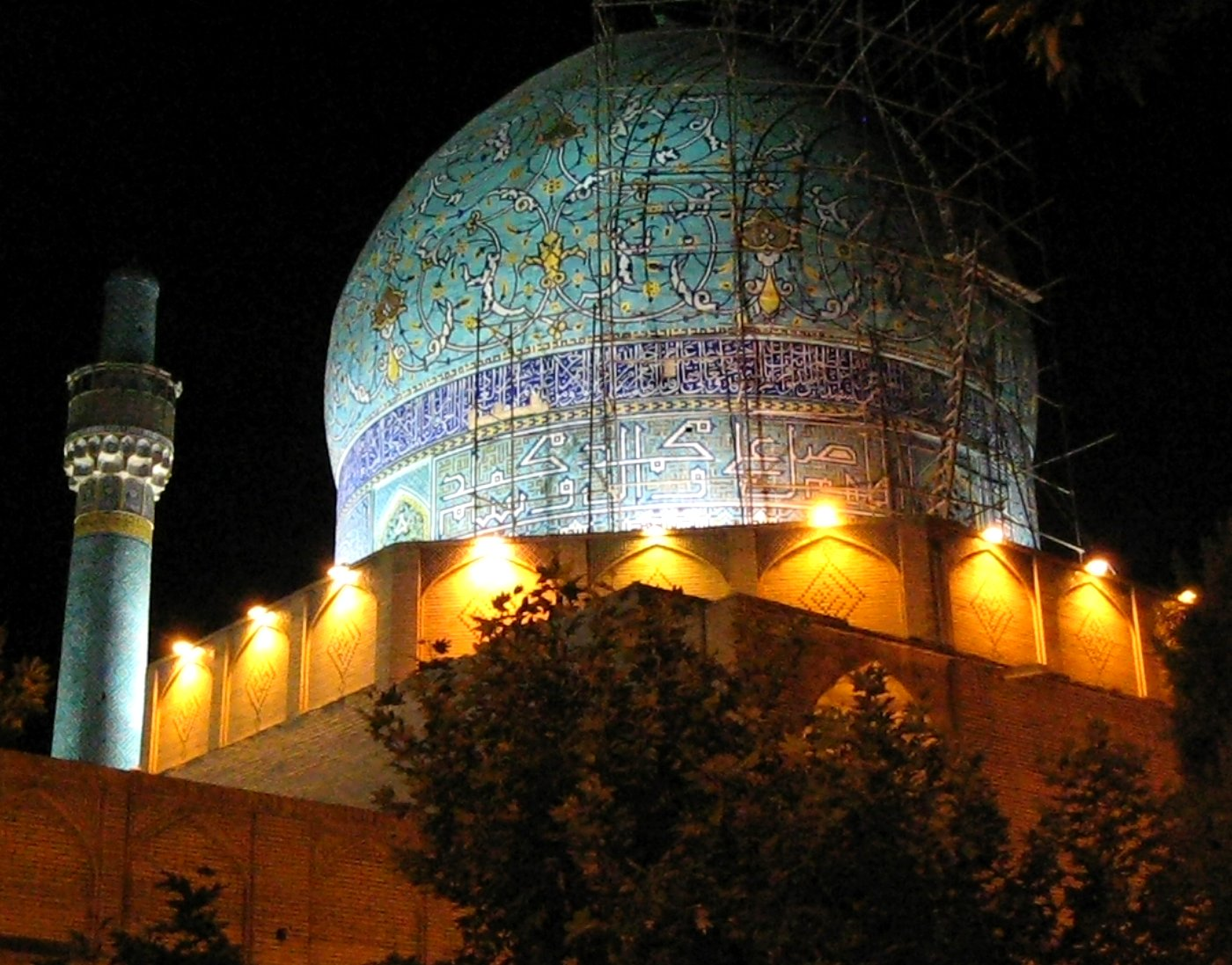
La cupola della madrasa Madar-e Sah

### La dinastia Qajara
Nel periodo Qajaro (1779-1924), il movimento all'architettura moderna significava minore innovazione nella costruzione della cupola. Le cupole sono state costruite sopra le madrase, come nella madrasa Imam del 1848, o la scuola Sultani, di Kashan, ma apparentemente sono semplici e non utilizzano i mosaici in cotto. Mercati coperti o i bazar (tīmcās) a Qom e Kashan presentano una cupola centrale con piccole cupole su entrambi i lati e muqarnas elaborati. Attraverso uno stile esagerato di cupola a cipolla su un piccolo tamburo, come si può vedere nella Shah Cheragh (1852-1853), la prima del periodo Qajaro. Le cupole sono rimaste importanti architettonicamente nei mausolei moderni, come le tombe di Hafez, Sa'di, Reza Shah, e Ruhollah Khomeini nel ventesimo secolo. Le cisterne a cupola e le ghiacciaie restano luoghi comuni in campagna e nei centri minori.

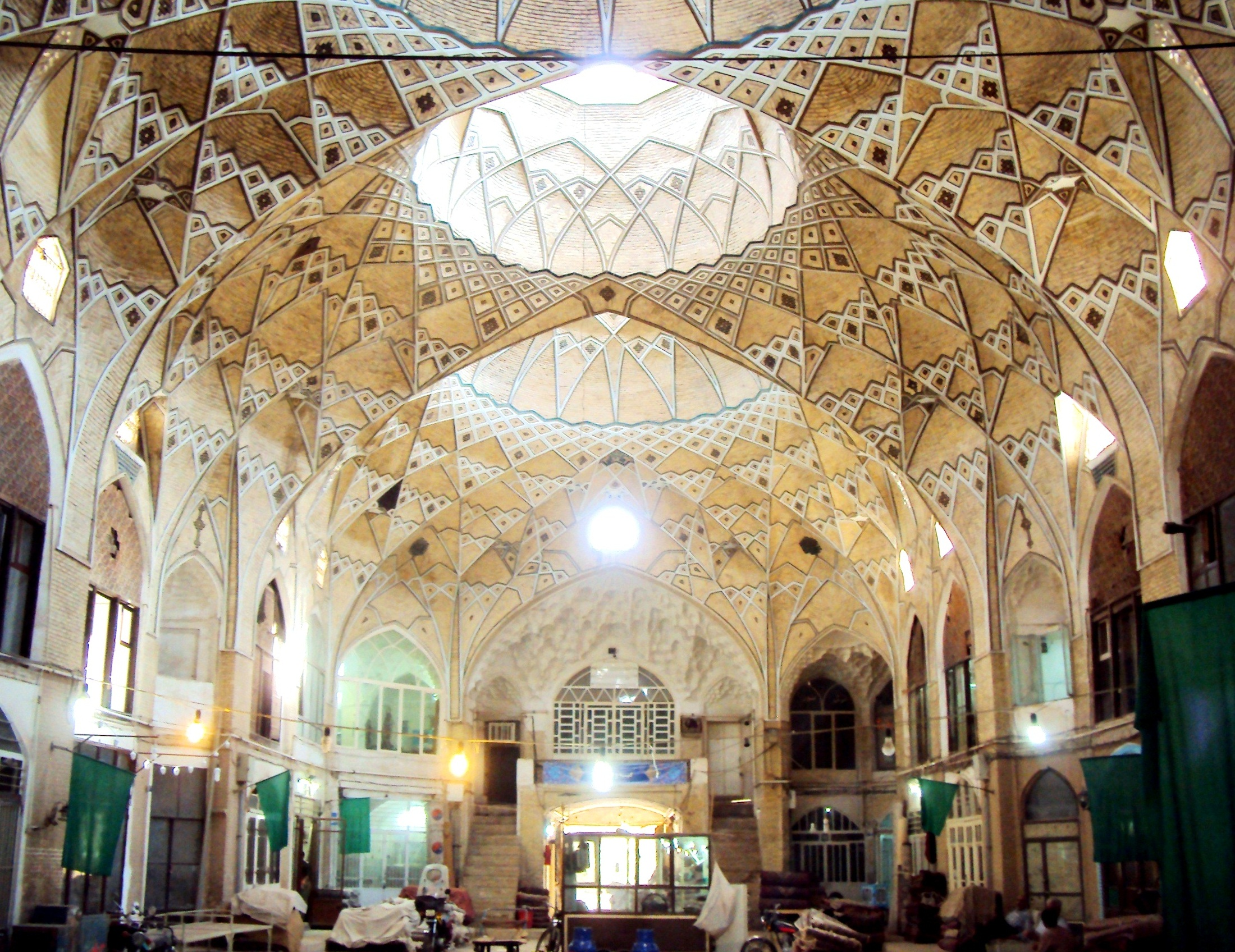
Bazar di Qom
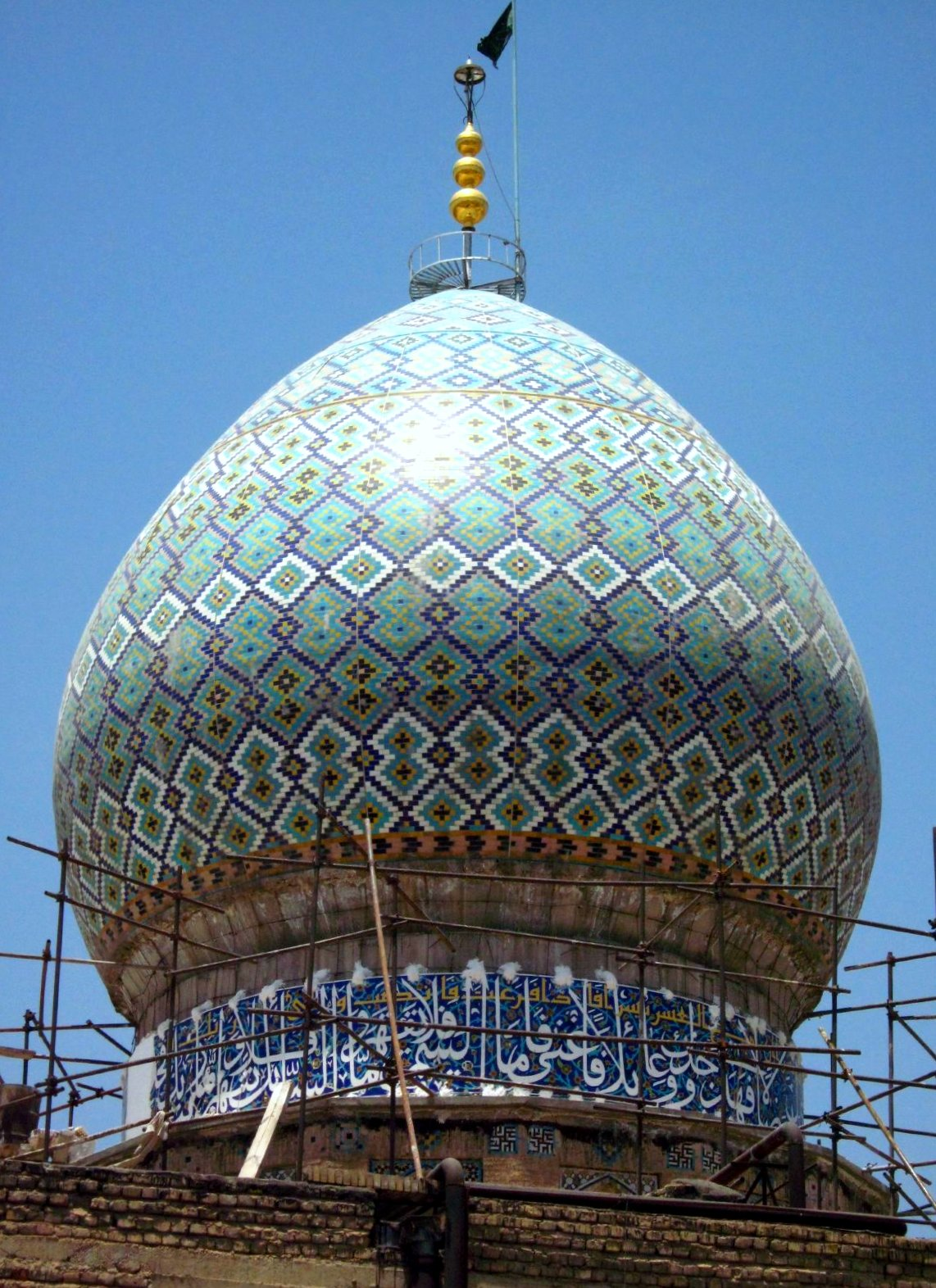
Shah-e Cheragh, Shiraz, Iran
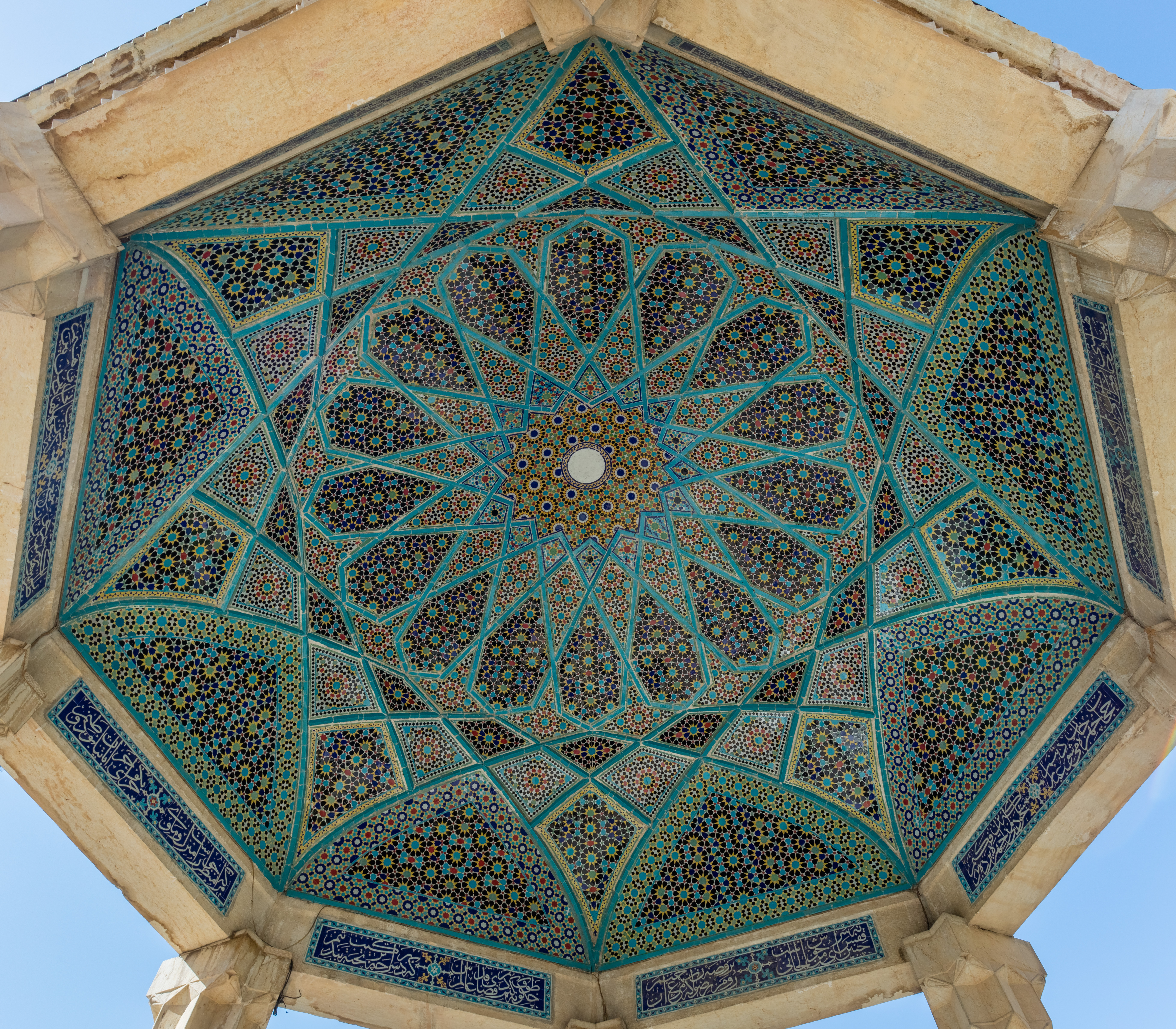
Cupola del mausoleo di Hafez
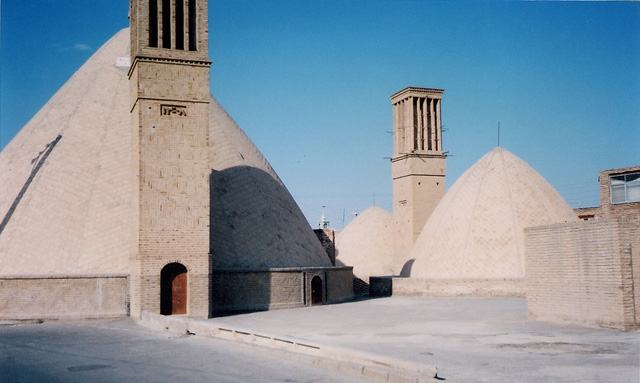
Esempi di Ab Anbar (cisterne)
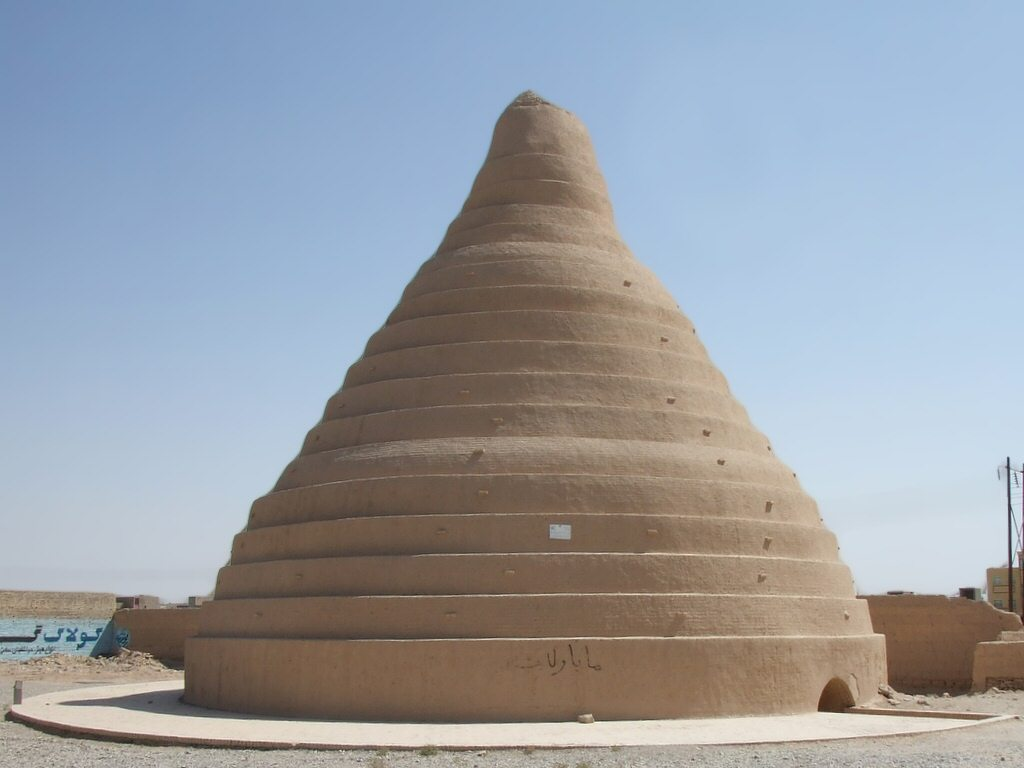
Yakhchal (ghiacciaia) di Yazd